# 觀塘區

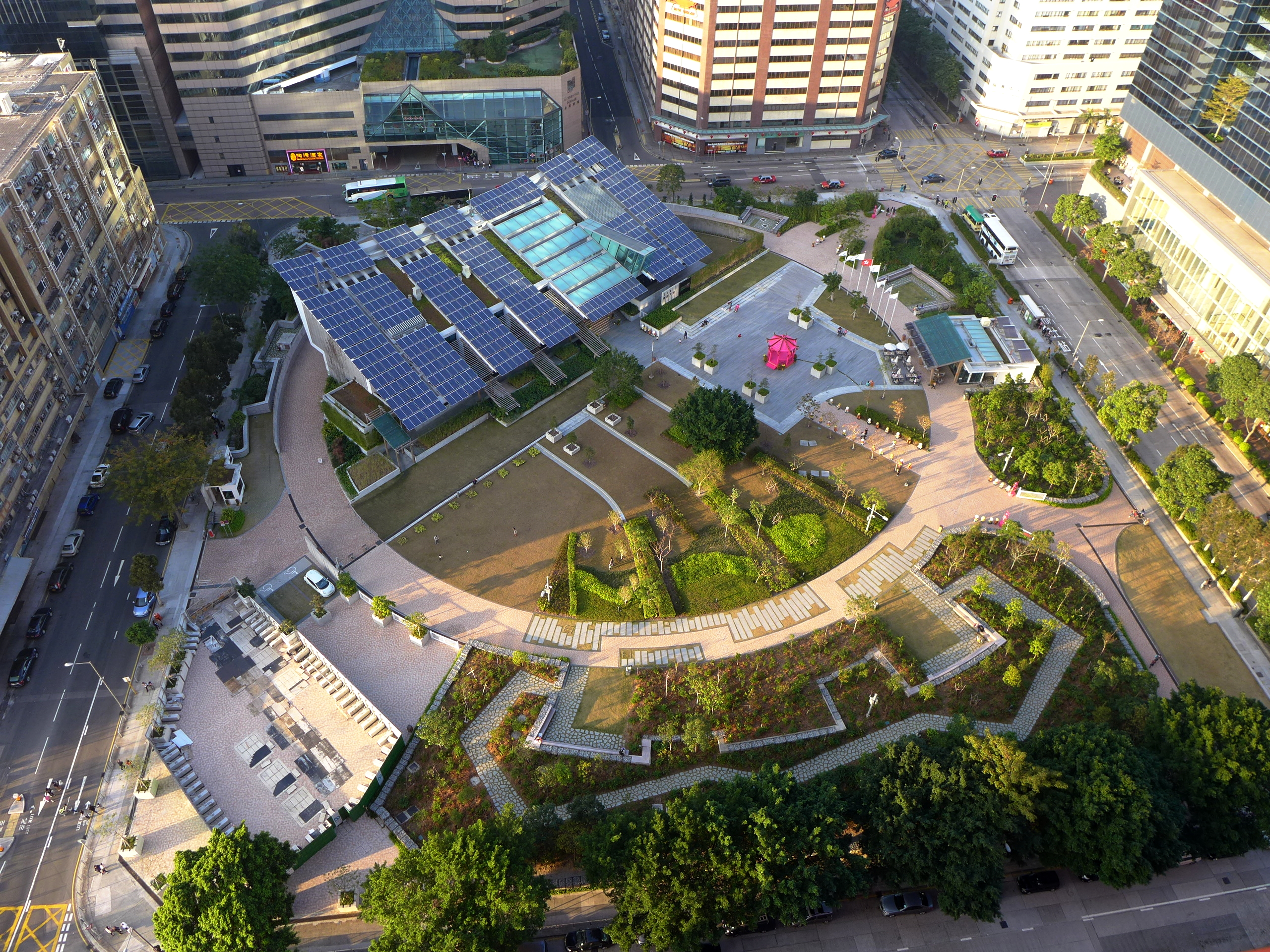
零碳天地

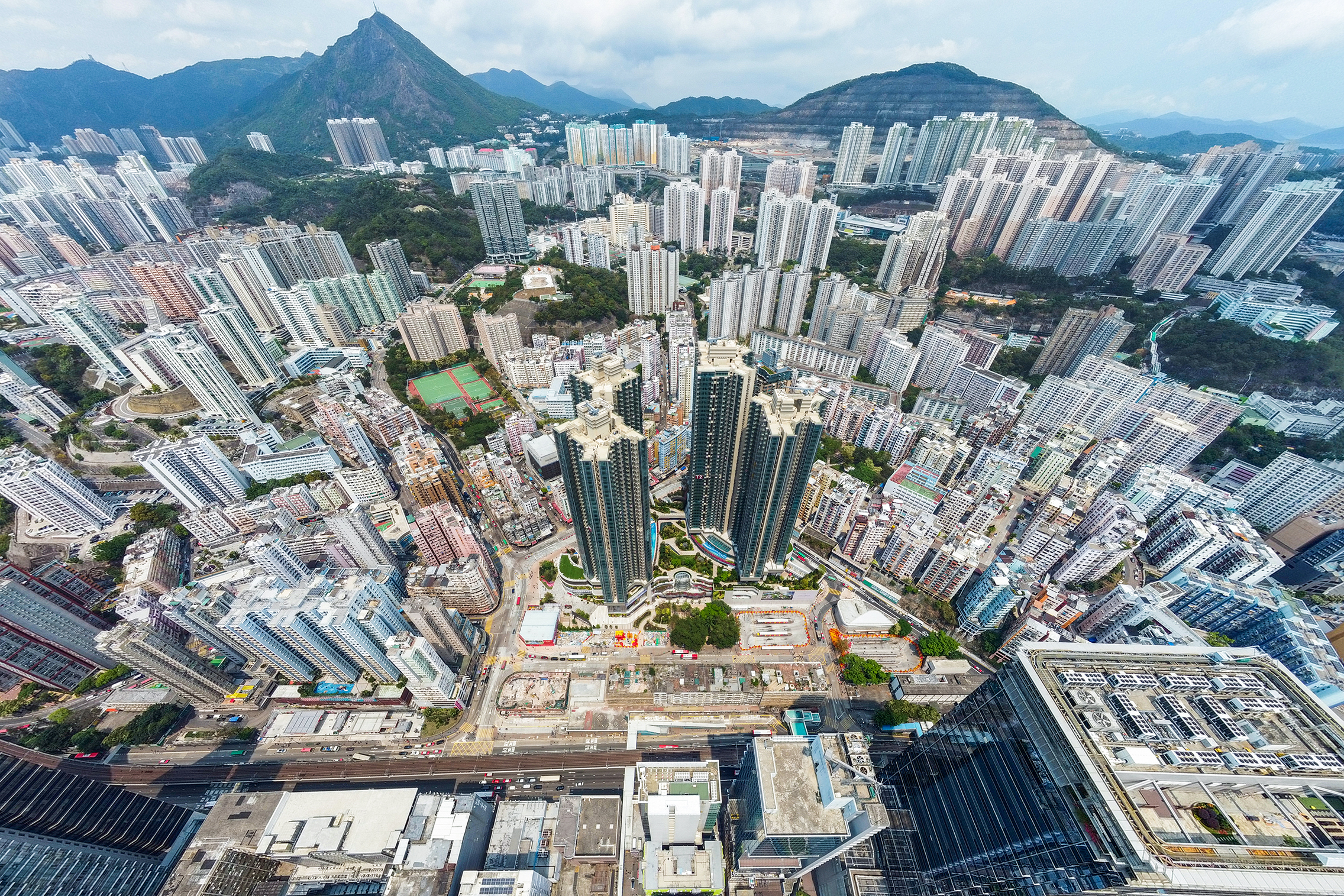
重建後的住宅凱匯，前方的裕民坊一帶建築物陸續拆卸（2021年4月）

觀塘區，舊稱官塘（英語：Kwun Tong District）位於香港九龍東部，是十八個行政區域之一，原屬新界。觀塘區面積達1,127公頃。根據2021年人口統計，觀塘區的人口為673,166人，為香港人口第二多的行政區。觀塘區亦為九龍半島面積最大之行政區。香港政府全力打造觀塘為第二個核心商業區（CBD2），但同時不停於區內建造公屋，令該區成為核心商業區的同時，也是全港十八區中貧窮人口最高的行政區，共有10.9萬貧窮人口。隨著政府實施啟動九龍東及觀塘市中心重建計劃，希望該區成為全港第二商業核心區（CBD2），區內社會配套逐漸成熟，加上新產業和不少公司都進駐觀塘區發展，觀塘區帶動全港的經濟發展佔有重要的一席，而觀塘貧窮人口比例亦開始有下降的趨勢。 

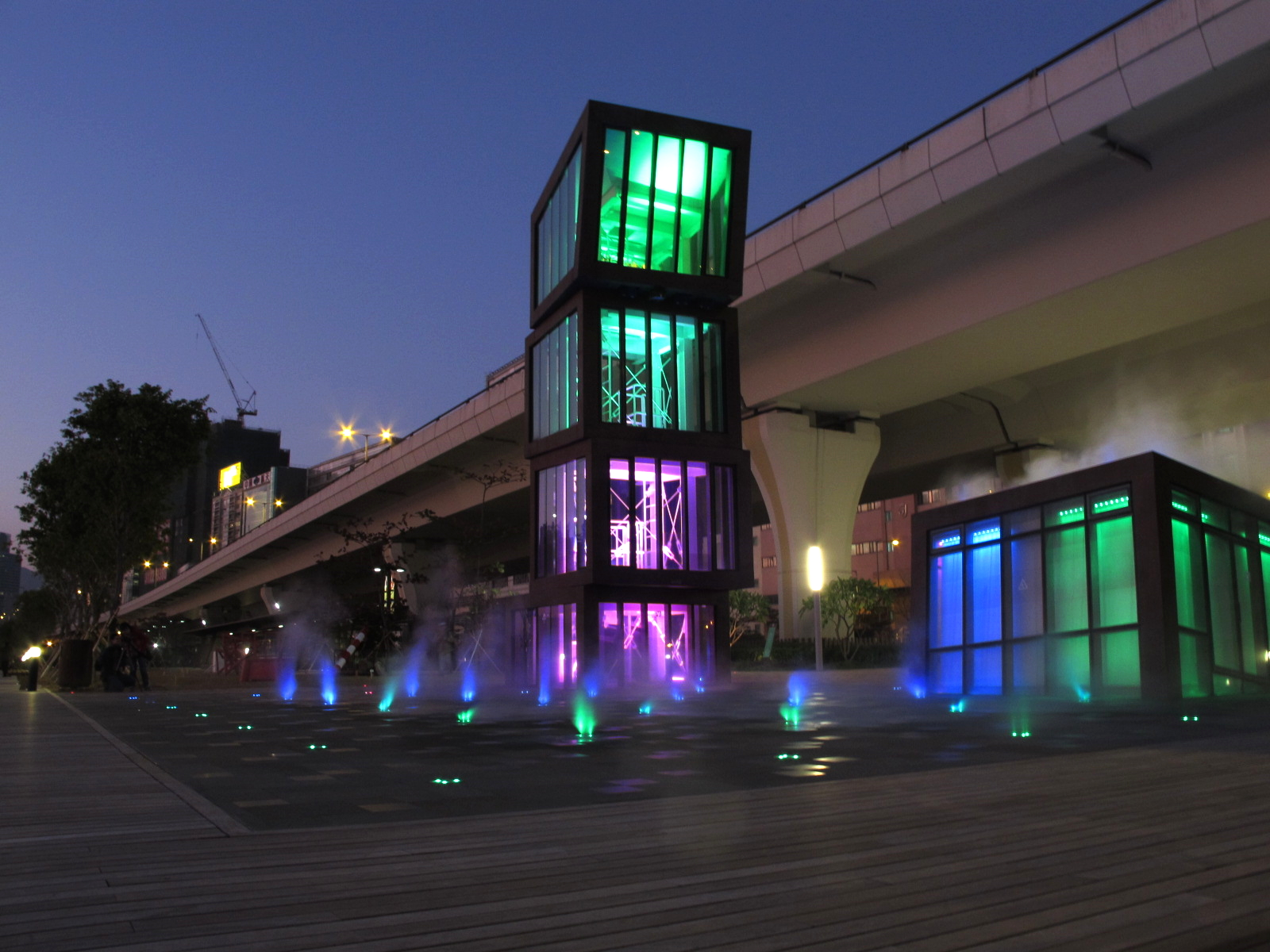
觀塘海濱長廊

## 地理
觀塘區東面以魔鬼山、安達臣道舊址及建於其上的部分安愉道與西貢區為界，西北以飛鵝山、象山與黃大仙區為界，西面以啟福道與九龍城區為界。
觀塘區包括觀塘市中心、牛頭角、九龍灣、秀茂坪、藍田、油塘、茶果嶺、茶寮坳、平山及佐敦谷等地方。觀塘區傳統上以公共屋邨及工廠大廈為主，不過隨着經濟轉型，由觀塘工業區發展為觀塘商貿區，各工廠大廈已經空置或者改裝為其他用途，而公共屋邨亦多已重建，成為新式樓宇或商業大廈。

## 歷史

1954年10月，香港政府於觀塘對出海面展開填海工程，出售土地予廠家，從這張攝於該年11月2日的高空圖片可見，當時觀塘仍為一大片海灣，填海工程於現今翠屏南邨的位置附近展開

首片填海地於1956年完成，隨即在鴻圖道以北及開源道兩旁興建大量工廠。至1958年，圖中可見觀塘工業區已具雛型，填海範圍進一步延伸至牛頭角

1962年，觀塘及牛頭角南部填海工程大致竣工，鴻圖道以南開始有工廠落成

觀塘舊稱官塘，此名稱最早可以追溯至北宋年間。明代出版的《粤大记》, 广州府东莞县部份有大小官富这地名，历史学家萧国键认为就是今天的官塘。当時觀塘一帶都是官家鹽田，即官富場，觀塘區東南的藍田昔日就被稱為鹹田，至1954年方才改稱藍田迄今。
1937年，政府刊憲把界限街以北及獅子山以南，即如今的深水埗、九龍塘、九龍城、黃大仙及觀塘一帶原屬新界的地段，劃為「新九龍」。
1950年代之前的觀塘區為頗荒蕪的海灣，至1950年代香港政府開始發展衛星城市，觀塘區被規劃及發展。1954年10月，香港政府在觀塘對出海面、今翠屏南邨附近展開展開填海工程，出售土地予廠家，首片填海土地於1956年完成，隨即在鴻圖道以北及開源道兩旁興建大量工廠。此時許多廠商設廠，使這個填海區成為九龍半島最大型的工廠區。填海部分（即觀塘南部）作為工業用途，變成觀塘工業區。1958年觀塘工業區已經具有雛型，填海範圍更進一步延伸至牛頭角。初時觀塘工業區只有架空電線，於1960年才更改成為地底電線。1962年觀塘及牛頭角南部填海工程大致竣工，鴻圖道以南開始有工廠落成。
1959年九龍巴士11B線延長入觀塘裕民坊附近，為第一條直接入觀塘的巴士。同年清拆雞寮這個百年古村，興建觀塘徙置區，並將觀塘游泳池對開大海灣填平，觀塘市中心在1960年開始成形。1958年起，香港政府於秀茂坪、藍田及油塘等地大規模興建公共房屋，其中最早落成的乃第一代翠屏邨，及後又有牛頭角下邨、秀茂坪邨、油塘邨及藍田邨等多個公共屋邨。
1968年，港英政府參考當時行之有效的新界理民府制度，在港九市區推行民政署制度，其中九龍分為六區，分別為深水埗區、油尖區、旺角區、九龍城區、黃大仙區及觀塘區，合併新舊九龍。
1970年代觀塘區大規模發展，觀塘區人口由1947年的約1千人增至1979年約72萬人，乃當時香港各區人口之冠。由於工業區的人流和住宅區居民的增加，港府亦興建首條地下鐵路觀塘綫，並於1979年10月1日通車。當時觀塘區有3個車站，乃香港最早擁有地鐵車站的四個區之一。同年11月，觀塘地區管理委員會成立，為香港首個同類組織。1982年1月，香港首個區議會於觀塘區正式成立──觀塘區議會，而觀塘區議會亦取代東區區議會成為全港最大區議會。3月，政府委任了2名非官守議員及10名官守議員。4月2日，首次區議會會議在秀茂坪曉光街梁式芝書院禮堂舉行，而香港2號幹線也在1986年9月動工興建，並於1991年全線通車。
隨着社區和人口老化，一些公共屋邨像翠屏邨、牛頭角下邨、秀茂坪邨、油塘邨、藍田邨皆相繼重建，至2001年觀塘區的人口回落至約56萬5千人，不過仍然為香港各區人口最多之一。至製造業式微後，觀塘區各工廠相繼空置，觀塘綫沿綫部分改為商業用途，而apm的倒數活動在2005年出現也象徵1997年出現之九龍東倒數活動進入全盛時期，也使香港島銅鑼灣倒數人流開始於同年下半年銳減至最終袛有世貿中心碩果僅存，沿海一帶則仍然有荒廢建築物，部份被取用為貨倉用途。2011年時任香港行政長官曾蔭權宣佈《2011至2012年度香港行政長官施政報告》，當中提及《起動九龍東》計劃，建議將觀塘工業區經濟轉型為觀塘商貿區。

## 民政事務專員
現任觀塘區民政事務專員為何立基先生，於2023年10月3日接替林兆康出任該區專員。

### 歷任觀塘民政事務專員
- 曾慶基先生（任期：1997年－2000年8月13日）[6]
- 雷潔玉女士（任期：2000年8月14日－2002年3月31日）
- 林啟忠先生（任期：2002年4月8日－2005年9月5日）
- 黃寶蓮女士（任期：2005年9月6日－2009年11月25日）
- 區慶源先生（任期：2009年11月26日－2013年6月30日）
- 羅莘桉先生（任期：2013年7月2日－2017年7月10日）
- 謝凌駿先生（任期：2017年7月11日－2022年6月9日）
- 林兆康先生（任期：2022年6月10日－2023年10月2日）
- 何立基先生（任期：2023年10月3日至今）

### 區議會
觀塘區議會是香港十八個區議會之一，負責就該區的社區設施、衞生環境、運輸及交通、房屋政策及居住環境改善等事宜，向香港政府反映意見。觀塘區議會共有40名議員，包括8名直選議員、16名地區委員會界別議員、16名委任議員。現屆觀塘區議會由建制派主導。

## 城市景觀

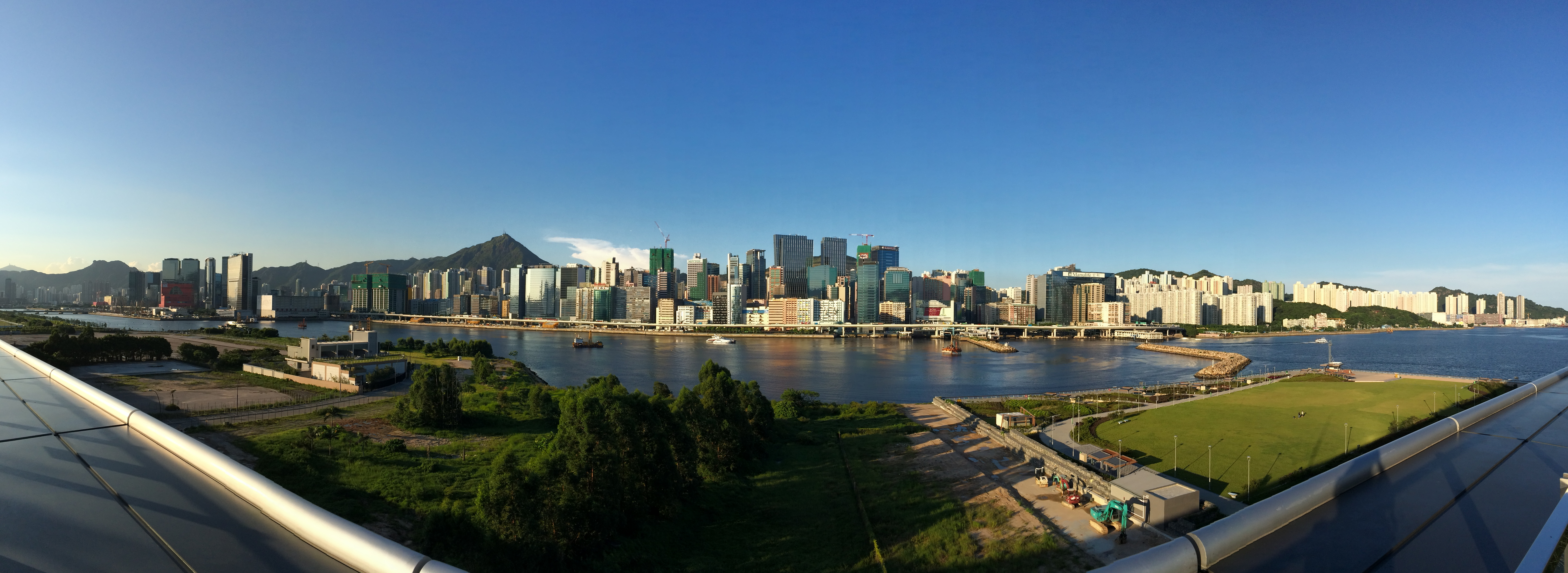
觀塘區全景（從啟德發展區遙望，2014年）

## 社區環境
隨著人口的下降和各工廠相繼空置，觀塘區的擠迫度和空氣污染問題一度改善。但2011年起《起動九龍東》計劃開始後，大批商廈重建所引起的工作人口大增，但同時欠缺規劃，令交通擠塞、空氣污染和市容問題變得嚴重。2015年環保署空氣數據，發現觀塘錄得高風險時數達344小時，升至全港第2，僅次屯門。觀塘主要污染物為二氧化氮及可吸入懸浮粒子。
此外大量商家搬入該區，導致租金急升，不少小型工作室因而難以在該區維生。

## 社區設施

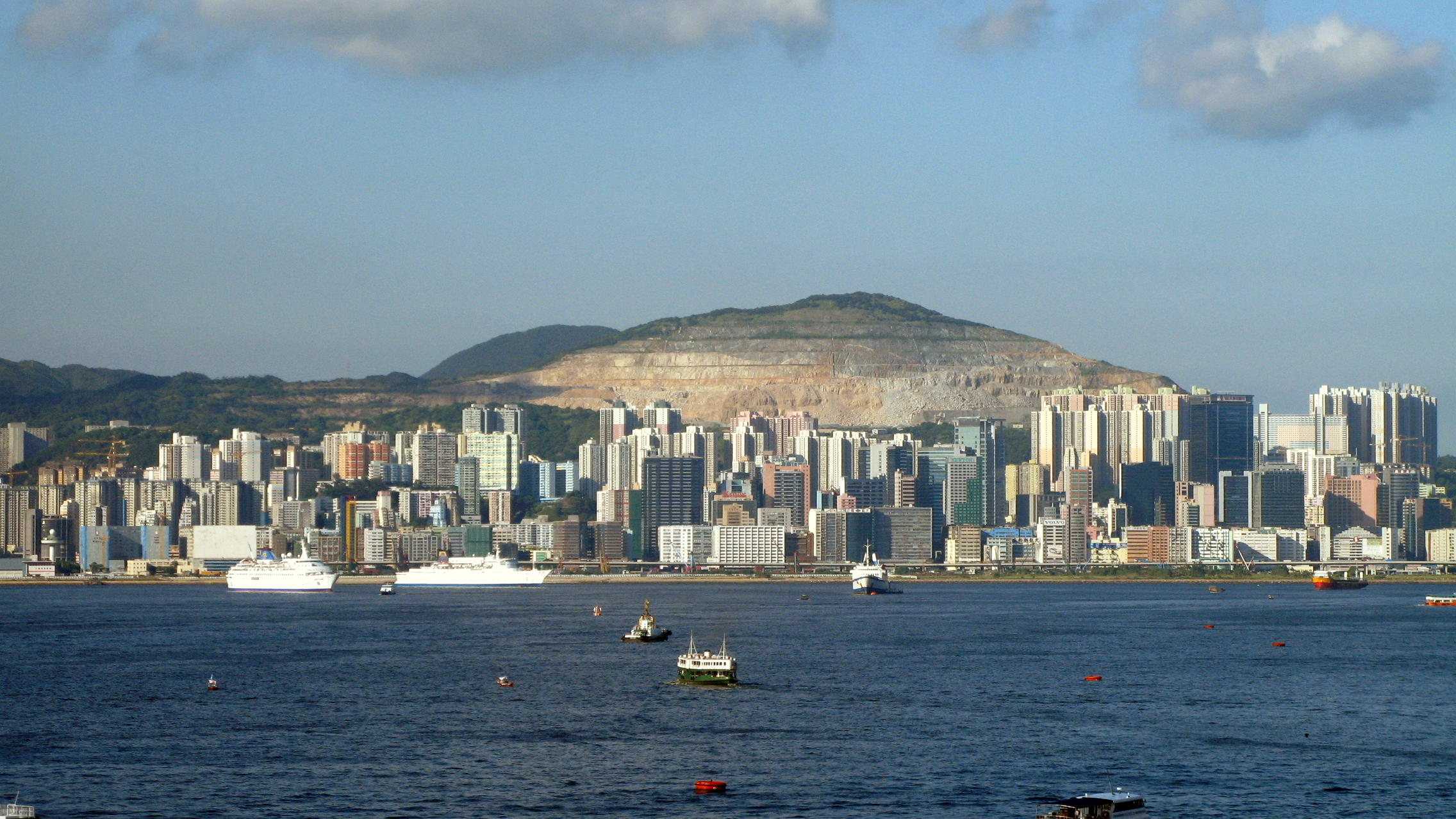
遠眺觀塘區

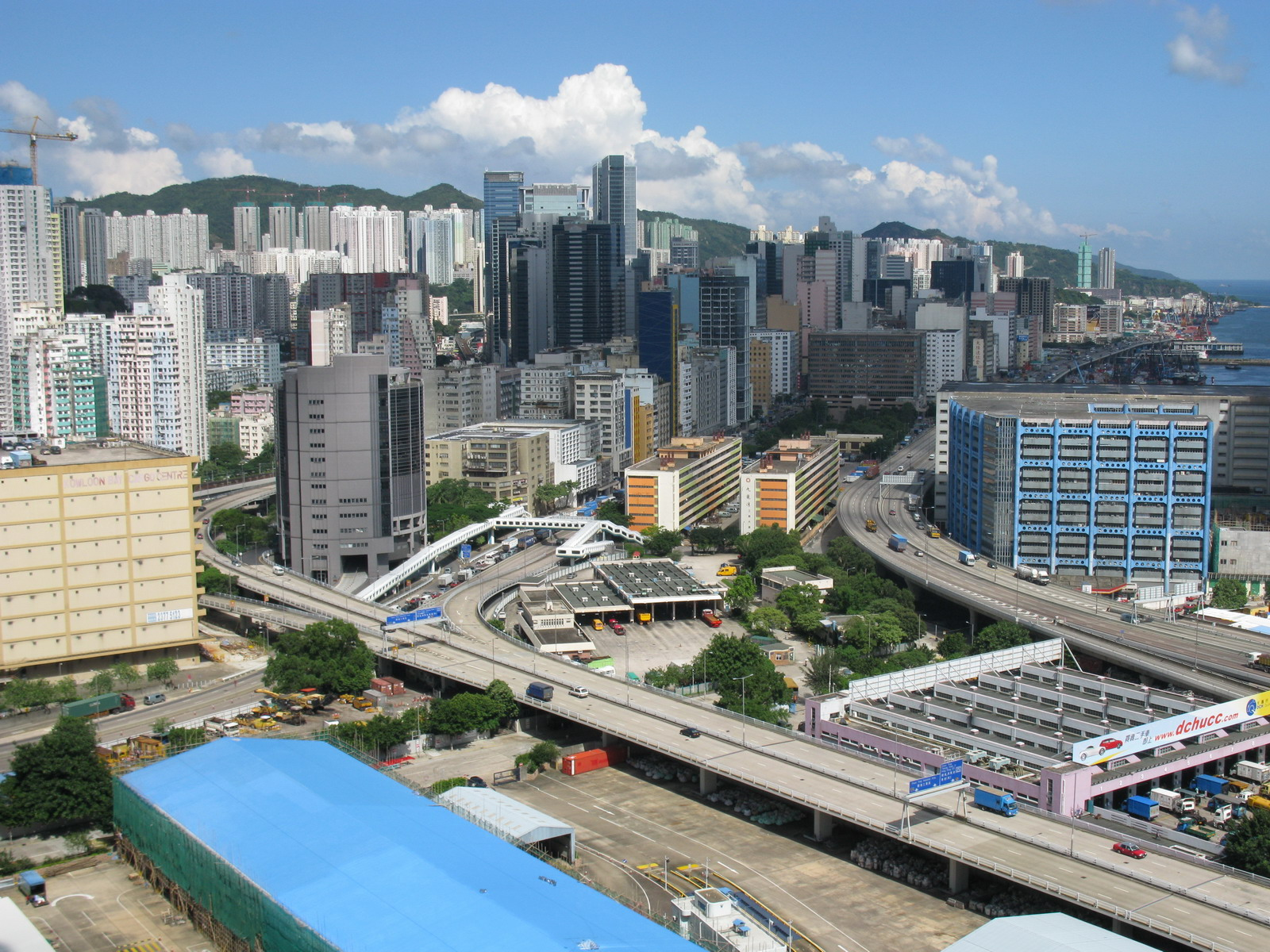
觀塘工商業區

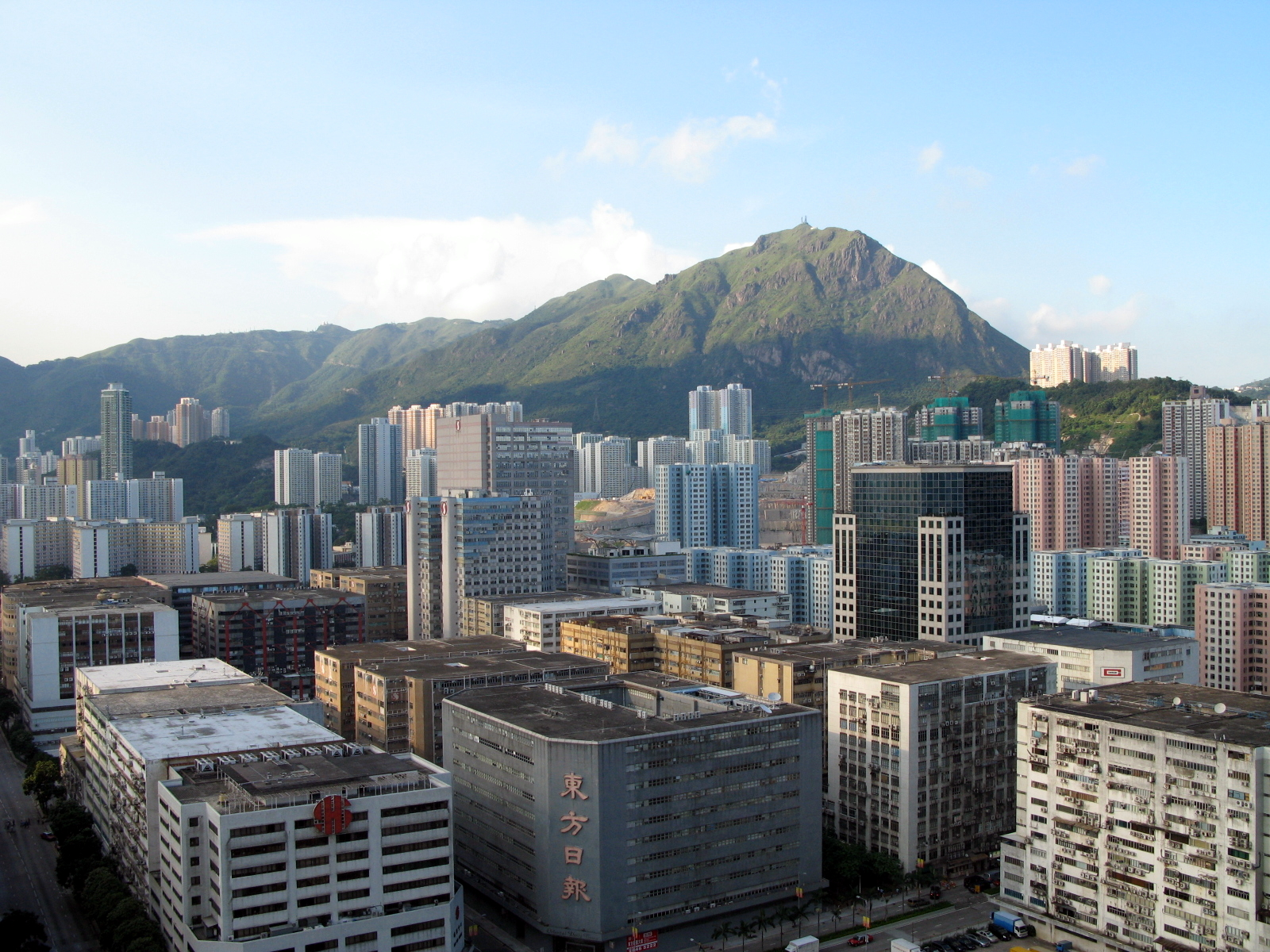
九龍灣工商業區。後方的山峰為飛鵝山

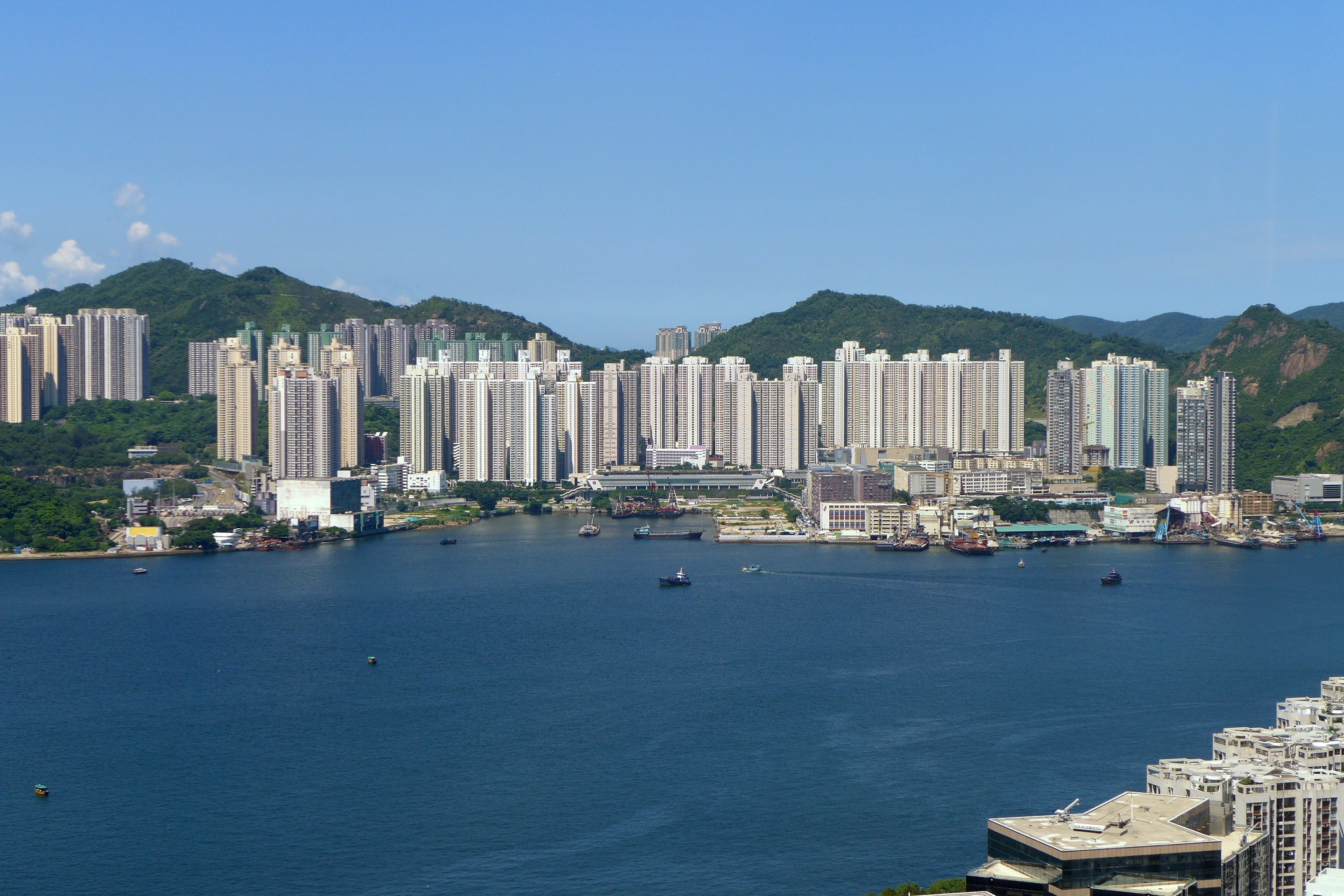
油塘一帶摩天住宅大廈林立

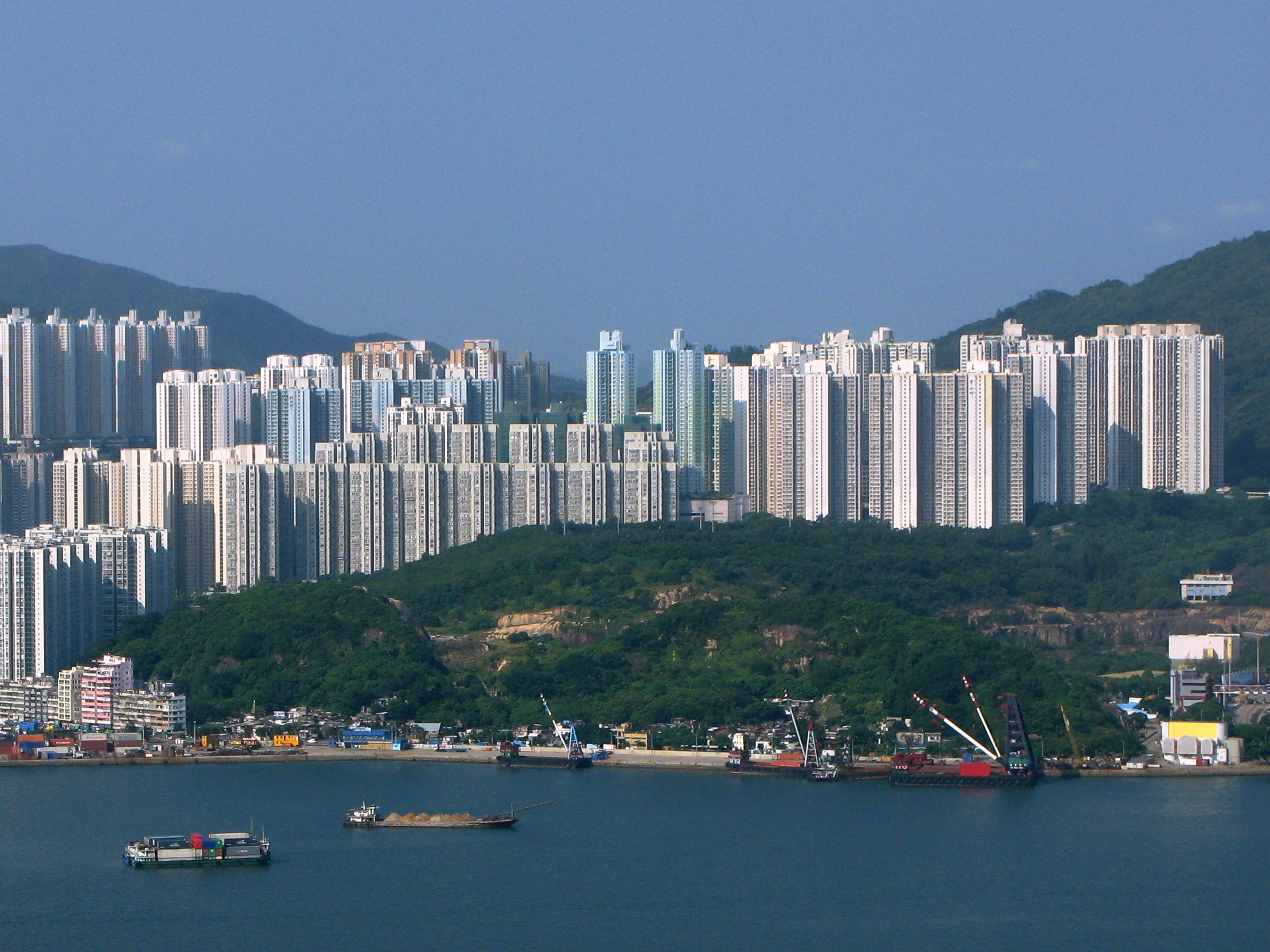
已大致完成重建的藍田住宅區

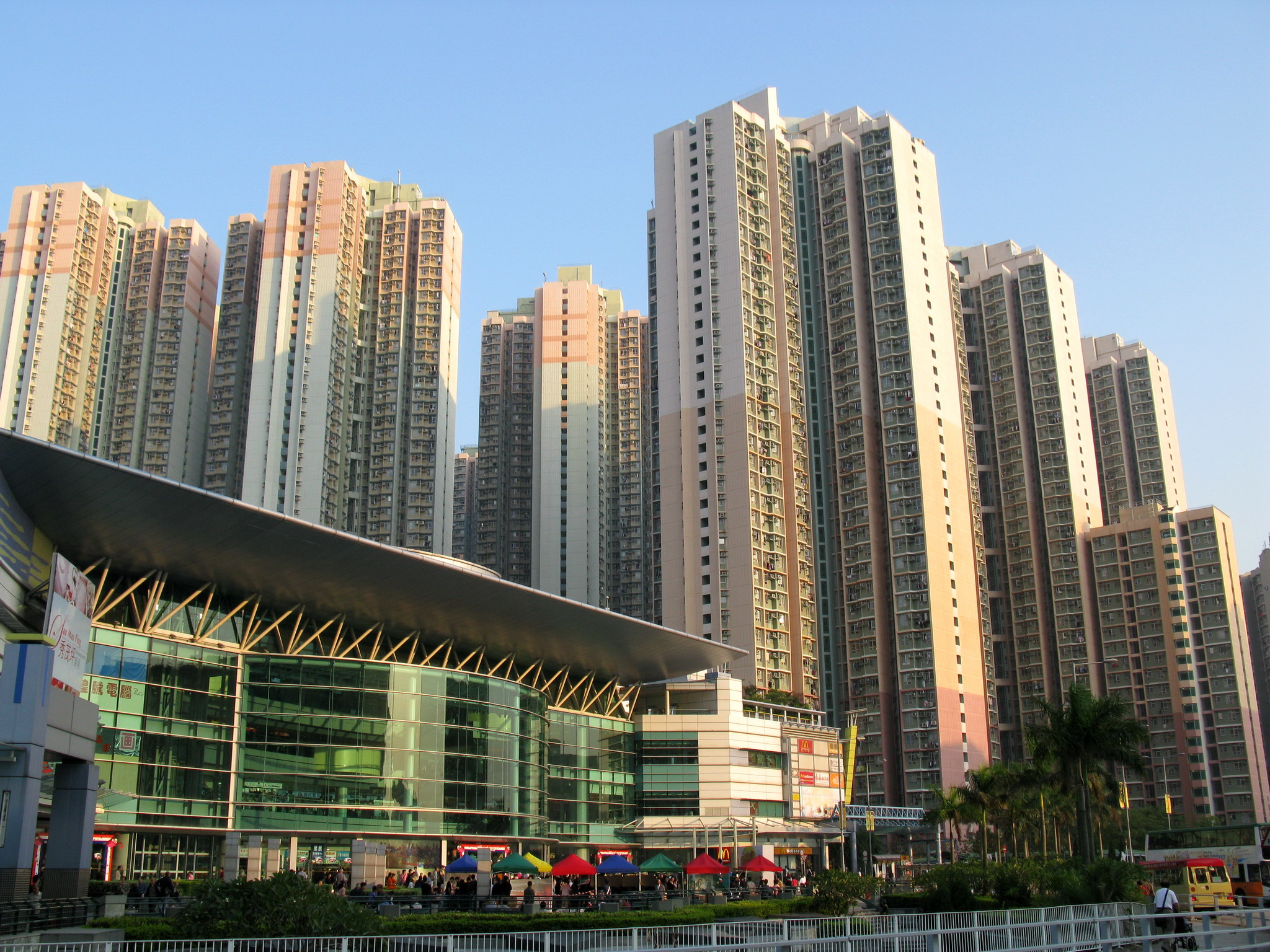
秀茂坪一帶的新型公共屋邨大廈

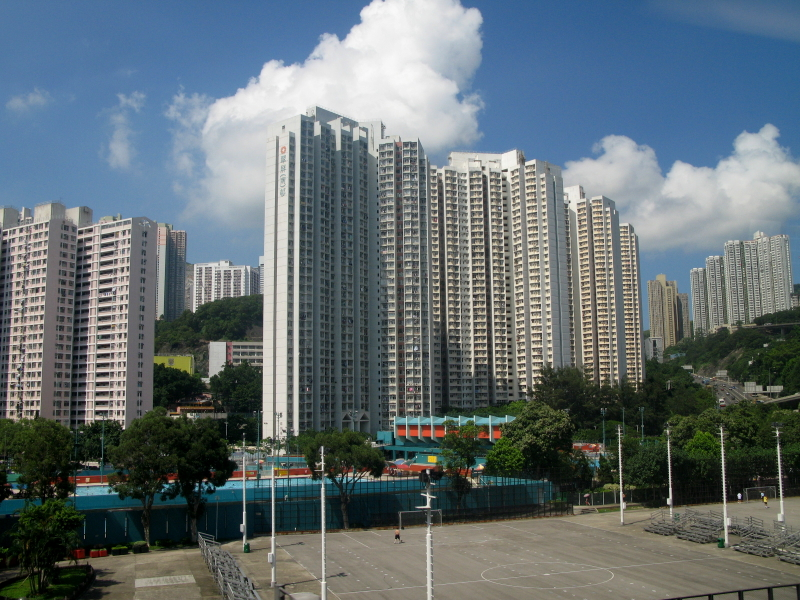
翠屏邨

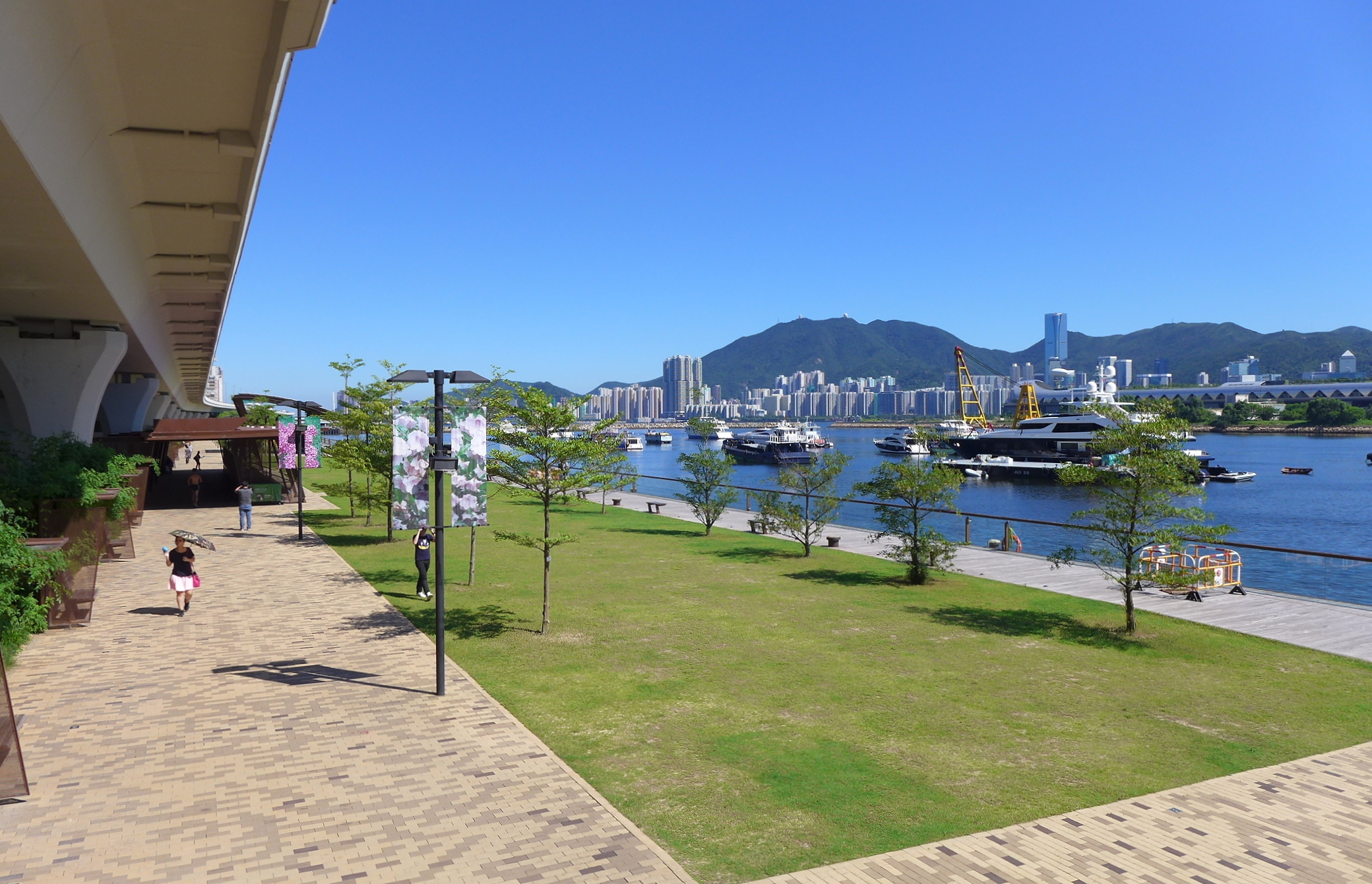
由觀塘海濱花園望向維多利亞港

### 商業樓宇
因應香港政府的起動東九龍計劃及啟德發展計劃，許多政府機構辦事處亦搬到觀塘區及鄰近地區，如啟德，將觀塘轉型成香港第二個核心商業區（CBD2）。而區內已有多家大型跨國企業及金融機構進駐。
- 創紀之城: 其中的商業建築包括創紀之城1期至8期，吸引許多跨國公司在此辦公，例如渣打銀行、Hugo Boss、環球唱片、信安信託（亞洲）有限公司等
- One Bay East: 為花旗銀行香港總行大樓
- 宏利廣場: 租户包括宏利金融、卓佳集團、威富公司、DHL、信諾（Cigna）等
- 宏利金融中心: 租户包括羅兵咸永道（PwC）、西門子公司、達飛海運集團等
- 海濱匯: 租户包括摩根大通、Adidas、金門建築、領展等
- 香港綠景NEO大廈: 租户包括富通保險、中國平安保險等
- 城東誌-安盛金融大樓: 租户包括安盛金融有限公司等
- 城東誌-友邦九龍大樓: 租户包括友邦保險、陽獅、盈透證券、Tesco、上海商業銀行、香港電台等
- 九龍灣國際展貿中心: 租户包括ViuTV等
- 中國建設銀行中心
- 億京中心
- 一號九龍
- 國際交易中心
- 宏天廣場
- 企業廣場

### 政府及司法機構
- 機電工程署總部: 位於九龍灣機電工程署總部大樓
- 香港郵政總部: 位於九龍灣宏基街8號香港郵政大樓
- 香港輔助警察隊總部: 位於九龍灣宏照道香港輔助警察隊總部
- 強制性公積金計劃管理局總部: 位於觀塘觀塘道418號創紀之城五期
- 在職家庭及學生資助事務處總部: 位於觀塘海濱道181號
- 東九龍政府合署
- 牛頭角政府合署
- 藍田綜合大樓
- 觀塘裁判法院
- 香港歷史檔案大樓

鄰近地區，如啟德亦有其他政府機構總部辦事處。

### 住宅

#### 公共屋邨
觀塘區有七成居民都是住於公營房屋或由政府興建的自置樓宇。
| - 坪石邨 - 啟業邨 - 彩霞邨 - 彩盈邨 - 彩福邨 - 彩德邨 - 順利邨 - 順安邨 - 順天邨 - 牛頭角下邨 - 安泰邨 |  | - 牛頭角上邨 - 觀塘花園大廈（香港房屋協會旗下屋邨） - 樂華邨（樂華(南)邨、樂華(北)邨） - 雲漢邨 - 和樂邨 - 翠屏邨（前稱觀塘(翠屏道)邨，現分為翠屏(北)邨、翠屏(南)邨） - 秀茂坪邨 - 寶達邨 - 秀茂坪南邨 - 安達邨 - 藍田邨 |  | - 興田邨 - 德田邨 - 廣田邨 - 啟田邨 - 平田邨 - 安田邨 - 油塘邨 - 高怡邨 - 高翔苑 - 油麗邨 - 鯉魚門邨 |

#### 居屋（居者有其屋）
| - 啟泰苑 - 麗晶花園 - 順緻苑 |  | - 安基苑 - 樂雅苑 - 振華苑 - 祥和苑 - 寶珮苑 - 曉麗苑 - 鯉安苑 - 康田苑 |  | - 康華苑 - 康盈苑 - 康柏苑 - 康雅苑 - 康瑞苑 - 康逸苑 - 油塘中心 - 高俊苑 - 油翠苑 |

#### 私人屋苑（觀塘區較大型的私人屋苑）
- 凱滙（觀塘）
- Bal Residence（觀塘）
- 德福花園（九龍灣）
- 淘大花園（佐敦谷）
- 得寶花園（牛頭角）
- 裕民中心（觀塘）
- 麗港城（茶果嶺）
- 匯景花園（藍田）
- KOKO HILLS（茶果嶺）
- 鯉灣天下（油塘）
- 嘉賢居（油塘）
- Ocean One（油塘）
- Peninsula East（油塘）

#### 紀律部隊宿舍
- 秀茂坪紀律部隊宿舍
- 順利紀律部隊宿舍
- 油美苑
- 高翔苑 （康和型大廈）

### 教育
區內有74間幼稚園，36間小學，34間中學，2間國際學校4間特殊學校，3間成人教育中心和1間醫院學校。為配合秀茂坪及油塘新發展區，均以預留位置興建更多學校 。

#### 大專院校
- 香港科技專上書院觀塘分校
- 香港專業進修學校觀塘教學中心
- 明愛社區書院 - 翠屏
- 香港浸會大學啟德校園
- 香港專業教育學院觀塘分校
- 香港大學專業進修附屬學院九龍東分校

#### 中學教育

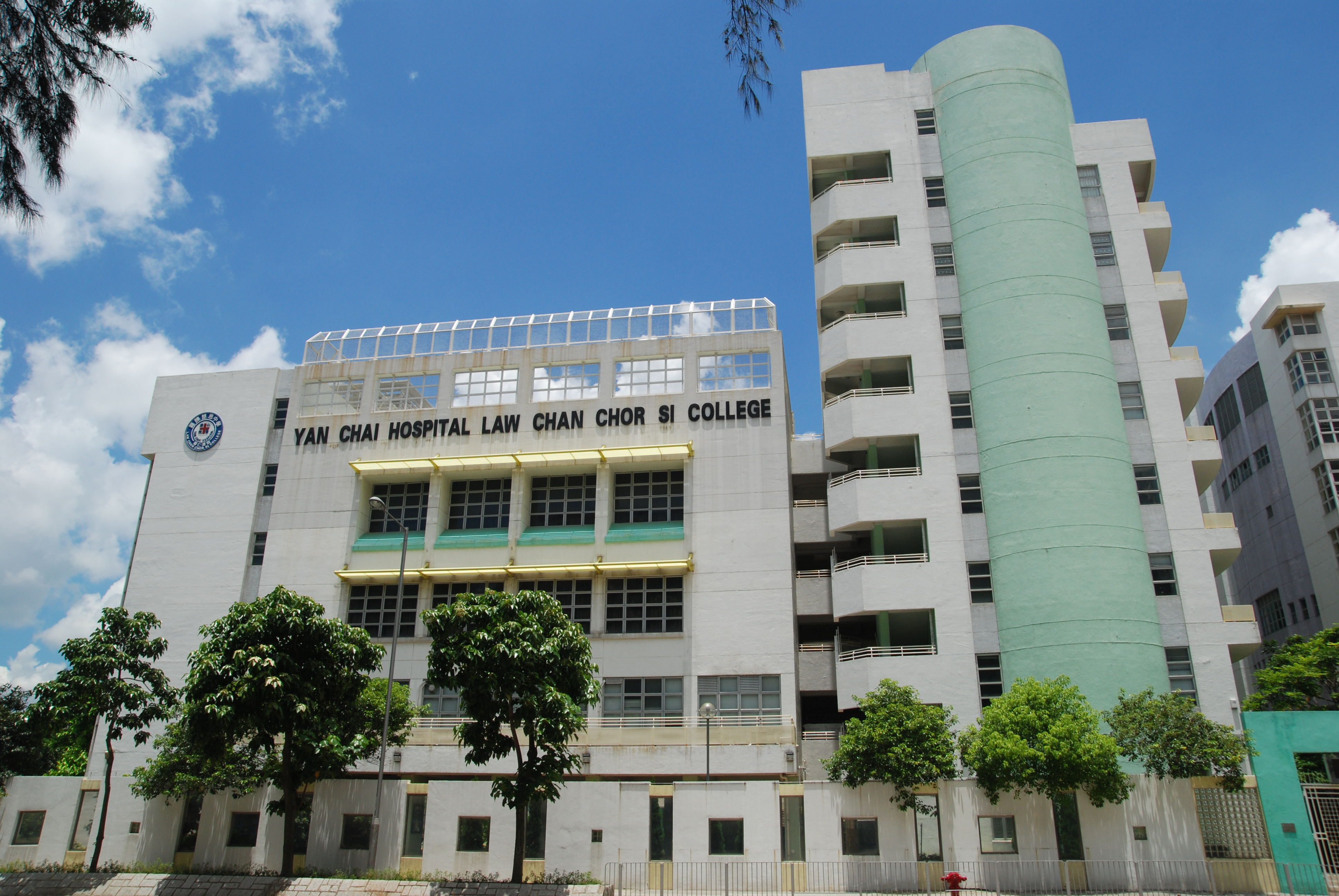
仁濟醫院羅陳楚思中學

| 条目： 香港中學列表 § 觀塘區 |

#### 小學教育
| 条目： 香港小學列表 § 觀塘區 |

#### 特殊教育
| - 香港紅十字會雅麗珊郡主學校 - 香港扶幼會盛德中心學校 |  | - 基督教中國佈道會聖道學校 - 中華基督教會基順學校暨資源中心 |

### 醫療服務

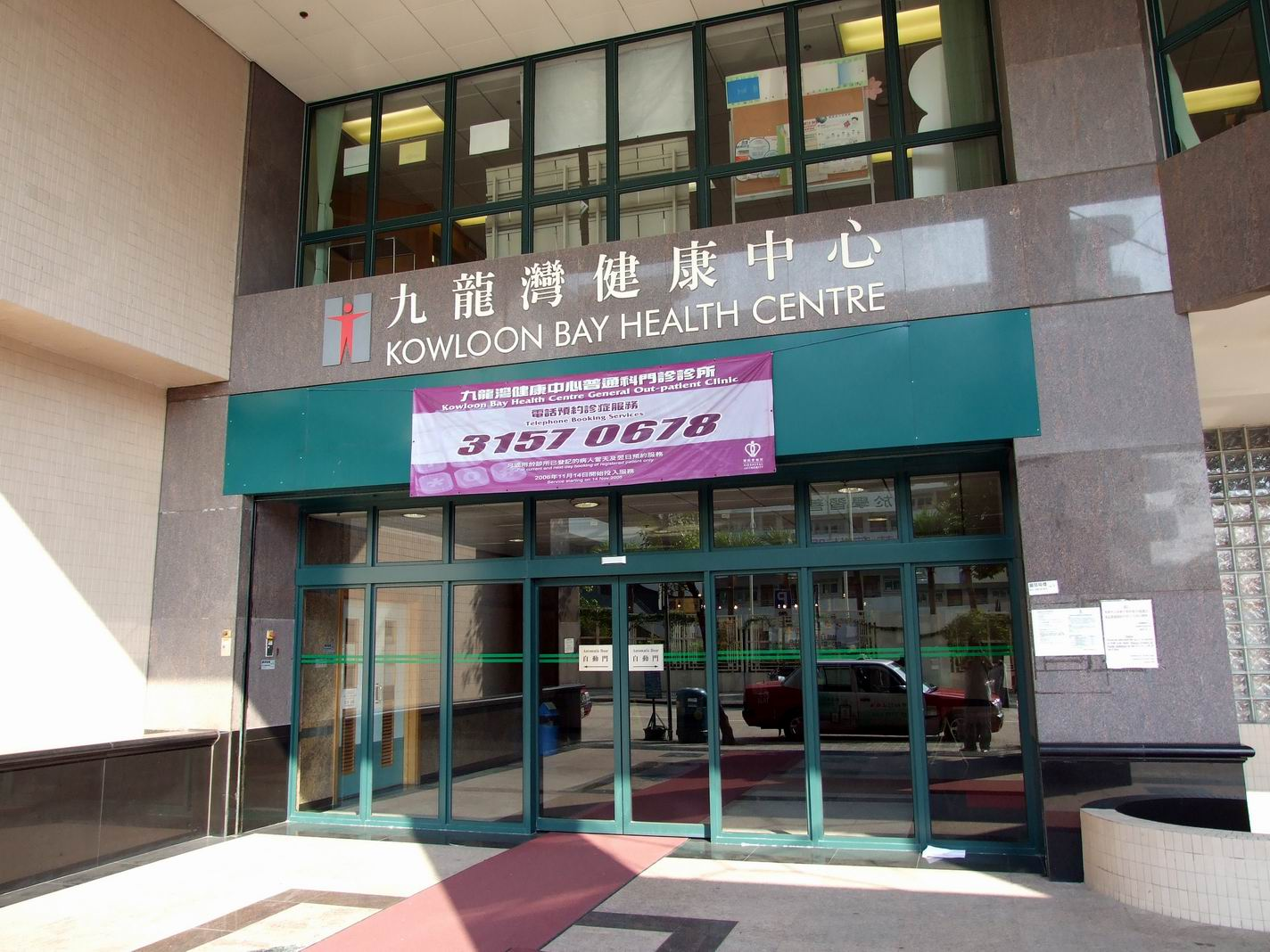
九龍灣健康中心

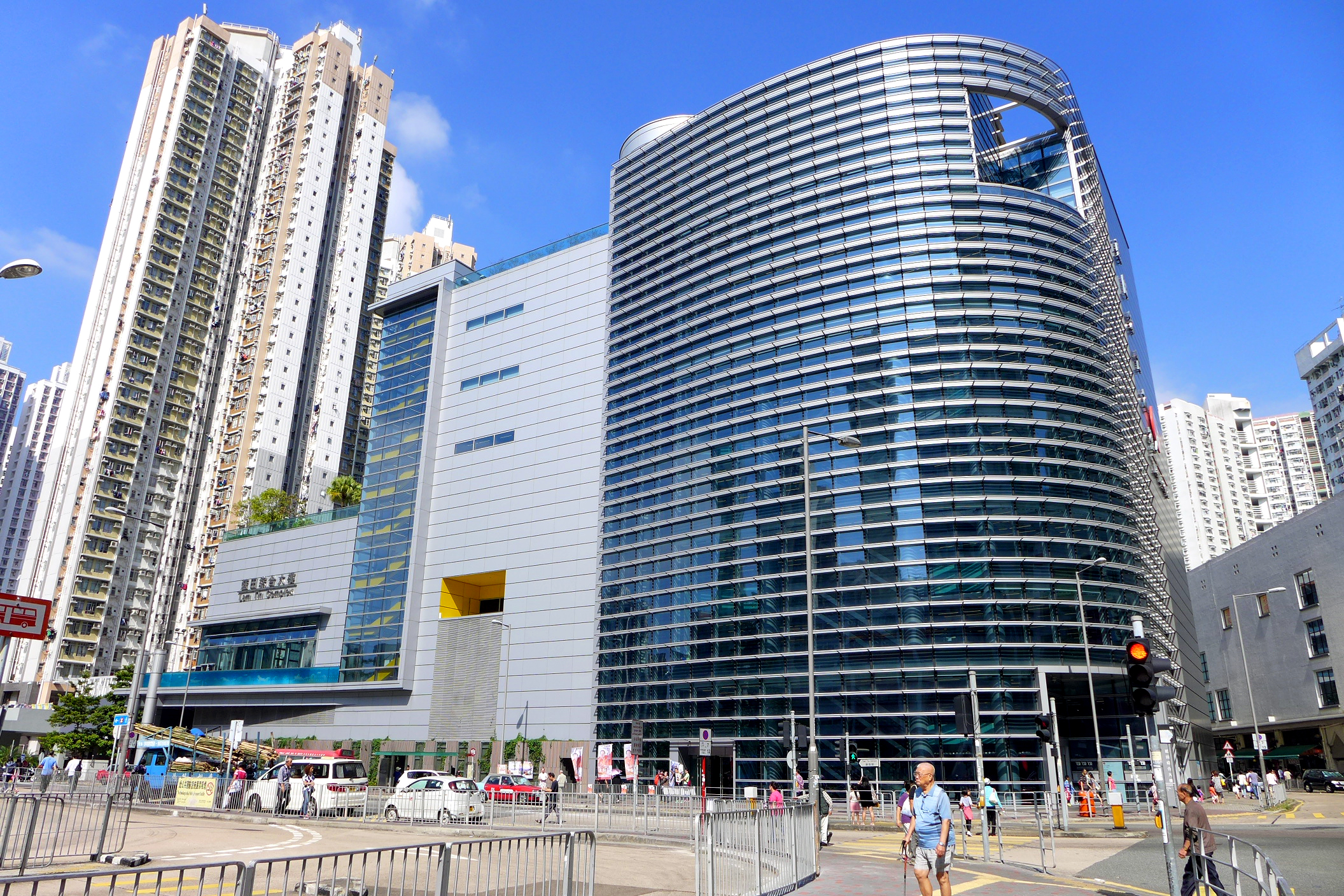
藍田綜合大樓

- 基督教聯合醫院：觀塘區唯一的醫院，設有24小時急症服務[8]
- 觀塘賽馬會健康院
- 藍田分科診所
- 容鳳書紀念中心
- 牛頭角賽馬會健康院
- 九龍灣健康中心
- 牛頭角賽馬會診所
- 順利政府診所：由基督教聯合醫院管理

### 大型商場
- 德福廣場（九龍灣站）
- 淘大商場（九龍灣站）
- MegaBox（九龍灣站）
- 創紀之城第五期apm （觀塘站）
- 裕民坊商場 （觀塘站）
- 觀塘廣場（觀塘站）
- 匯景廣場（藍田站）
- 啟田商場（藍田站）
- 大本型（油塘站）
- 鯉魚門廣場（油塘站）

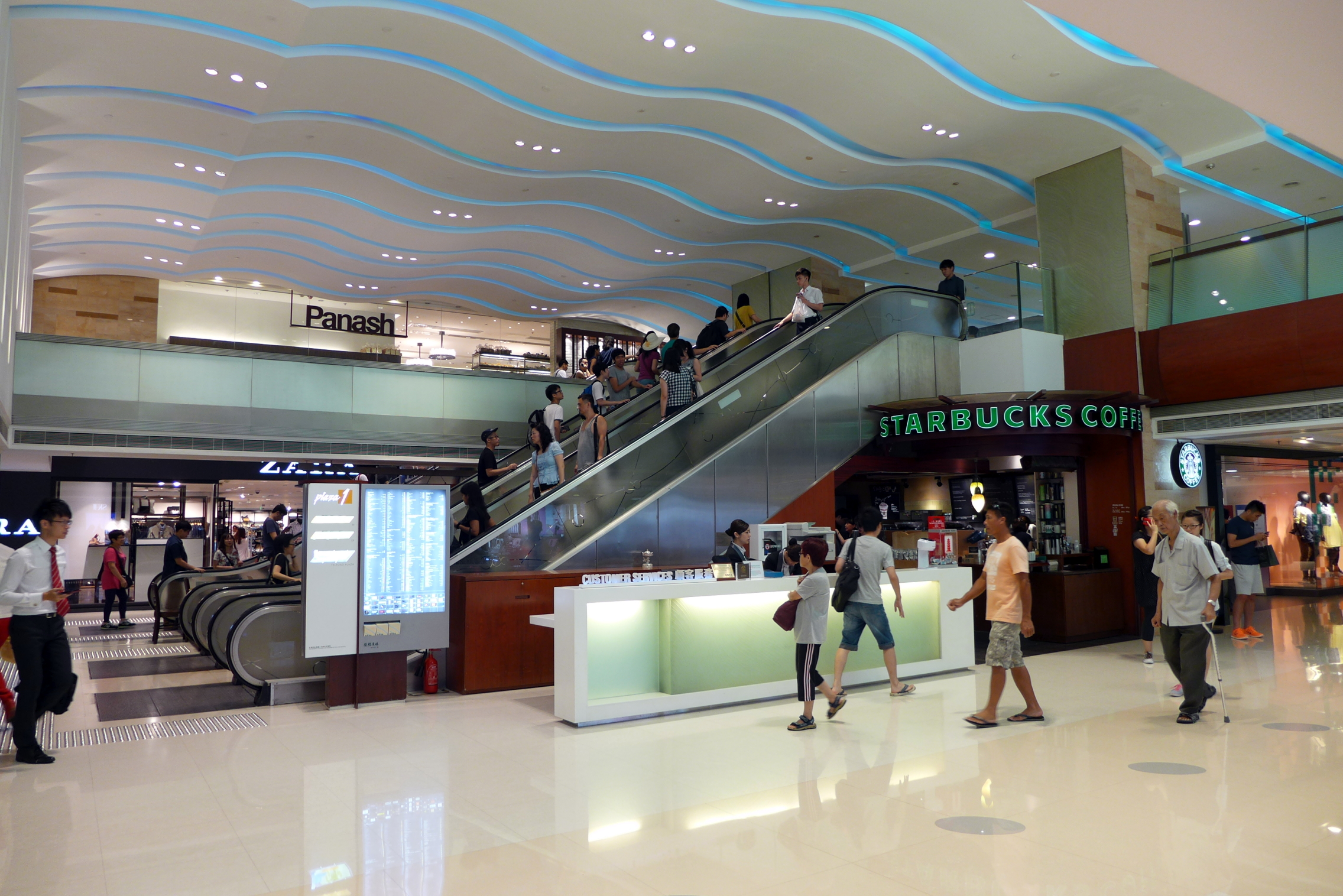
德福廣場一期
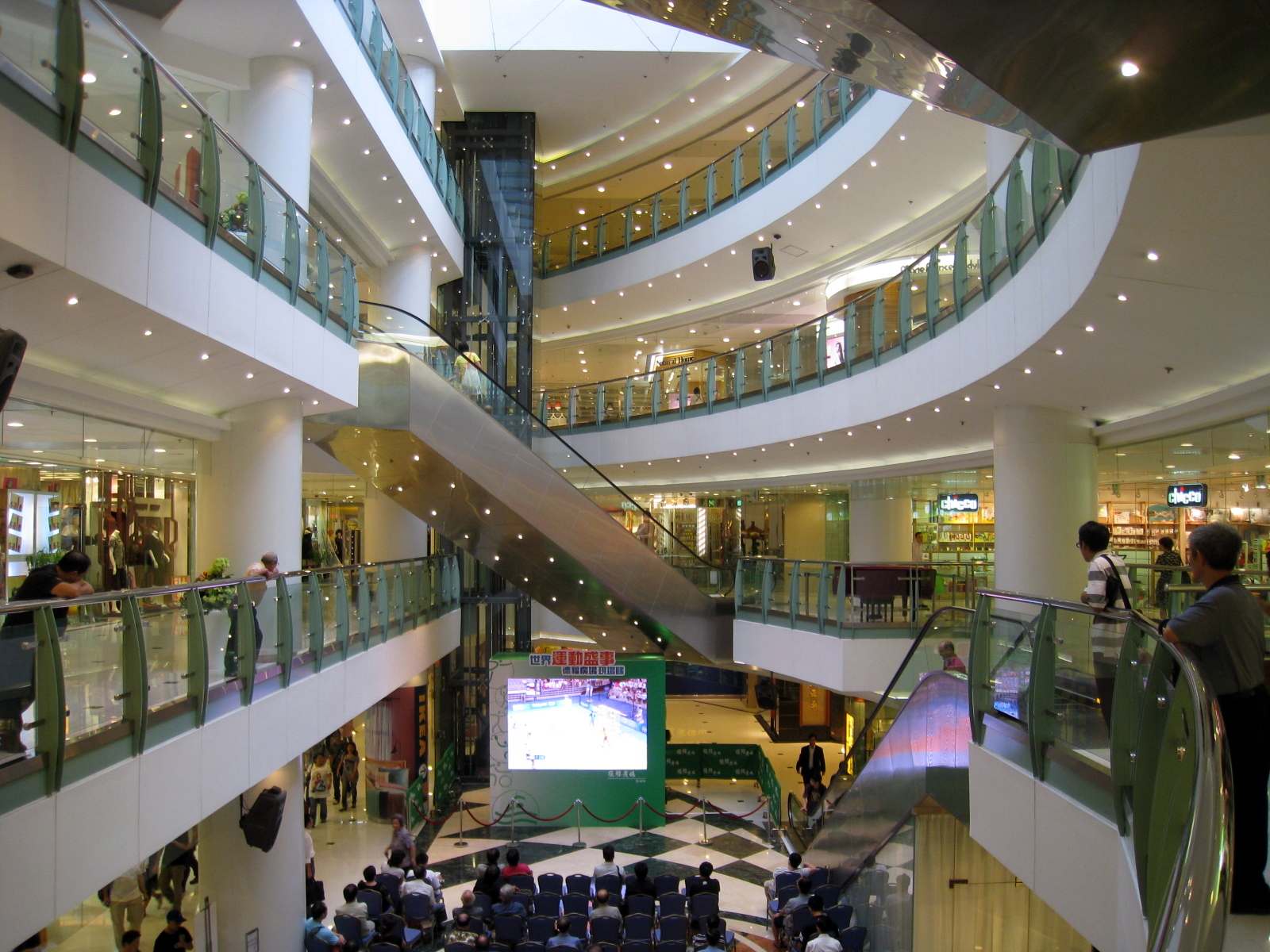
德福廣場第二期
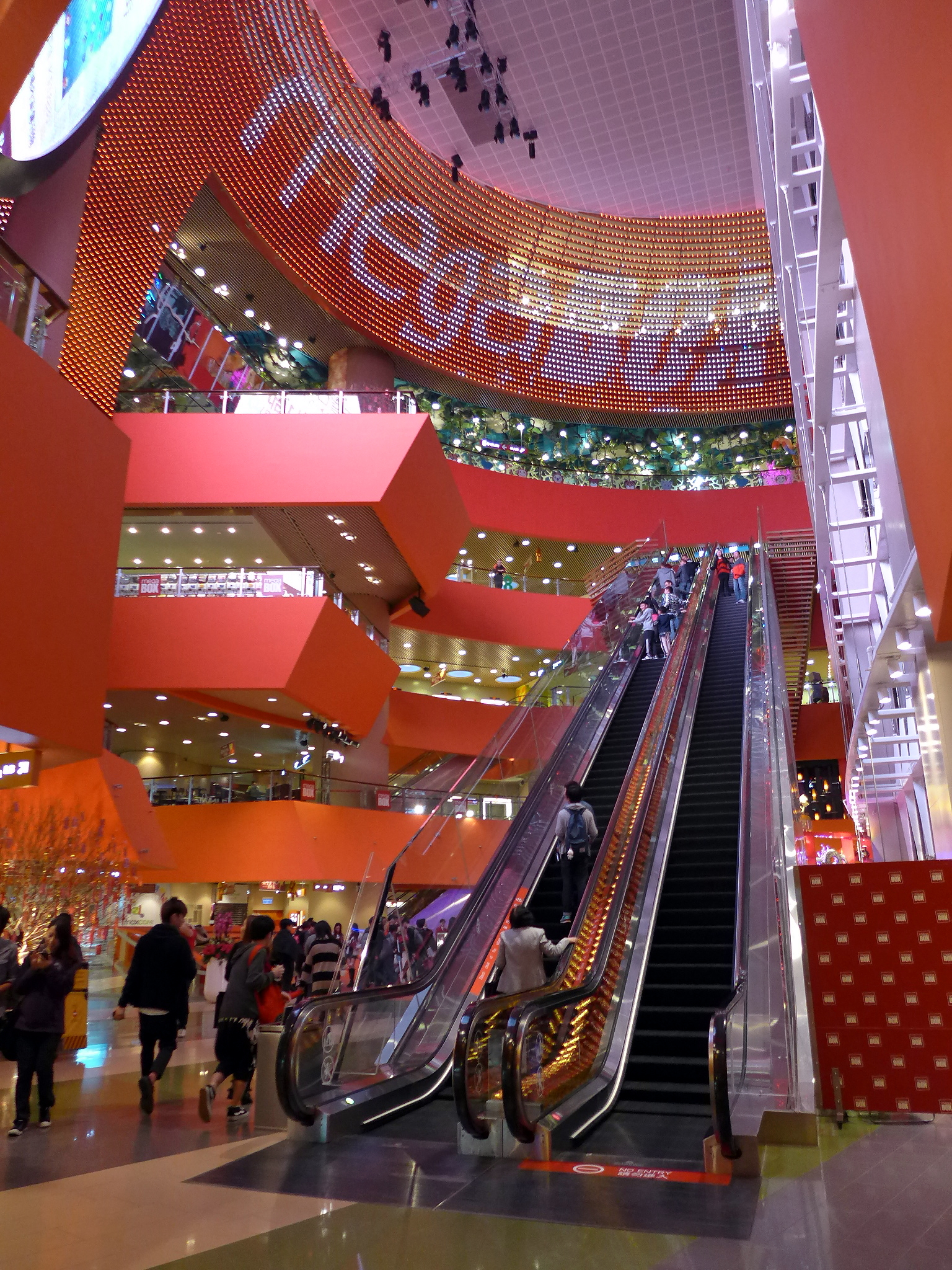
MegaBox
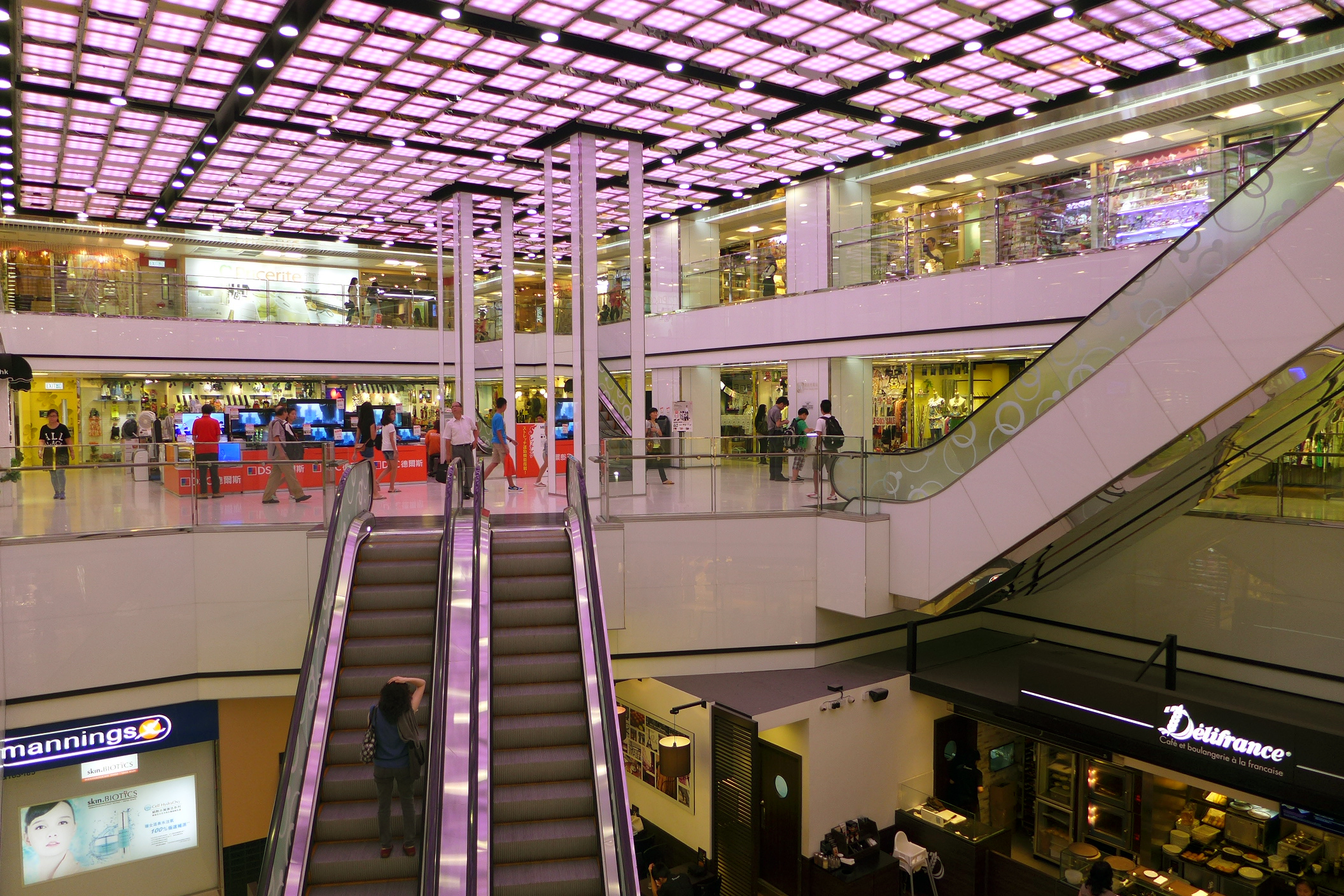
淘大商場
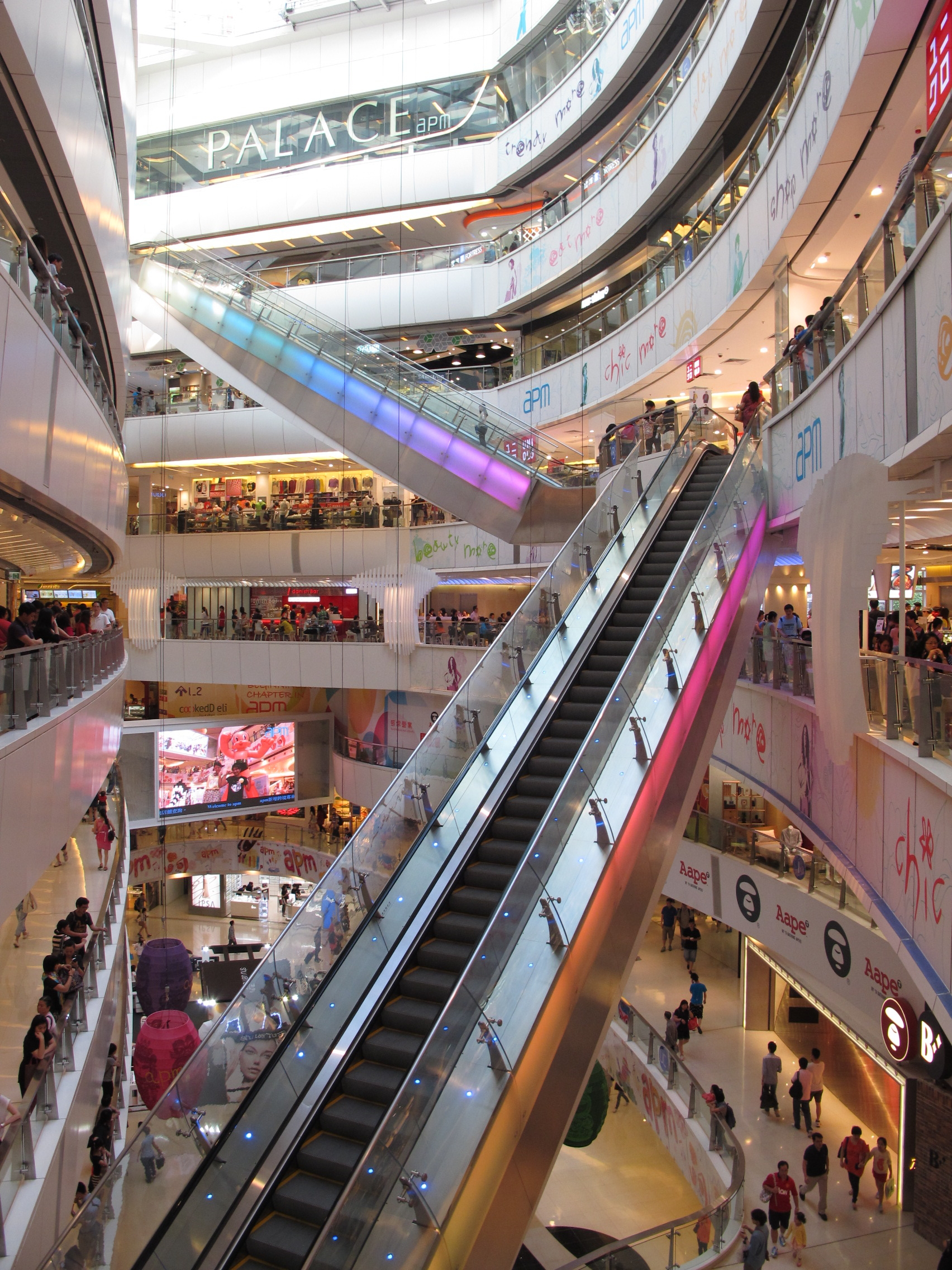
apm
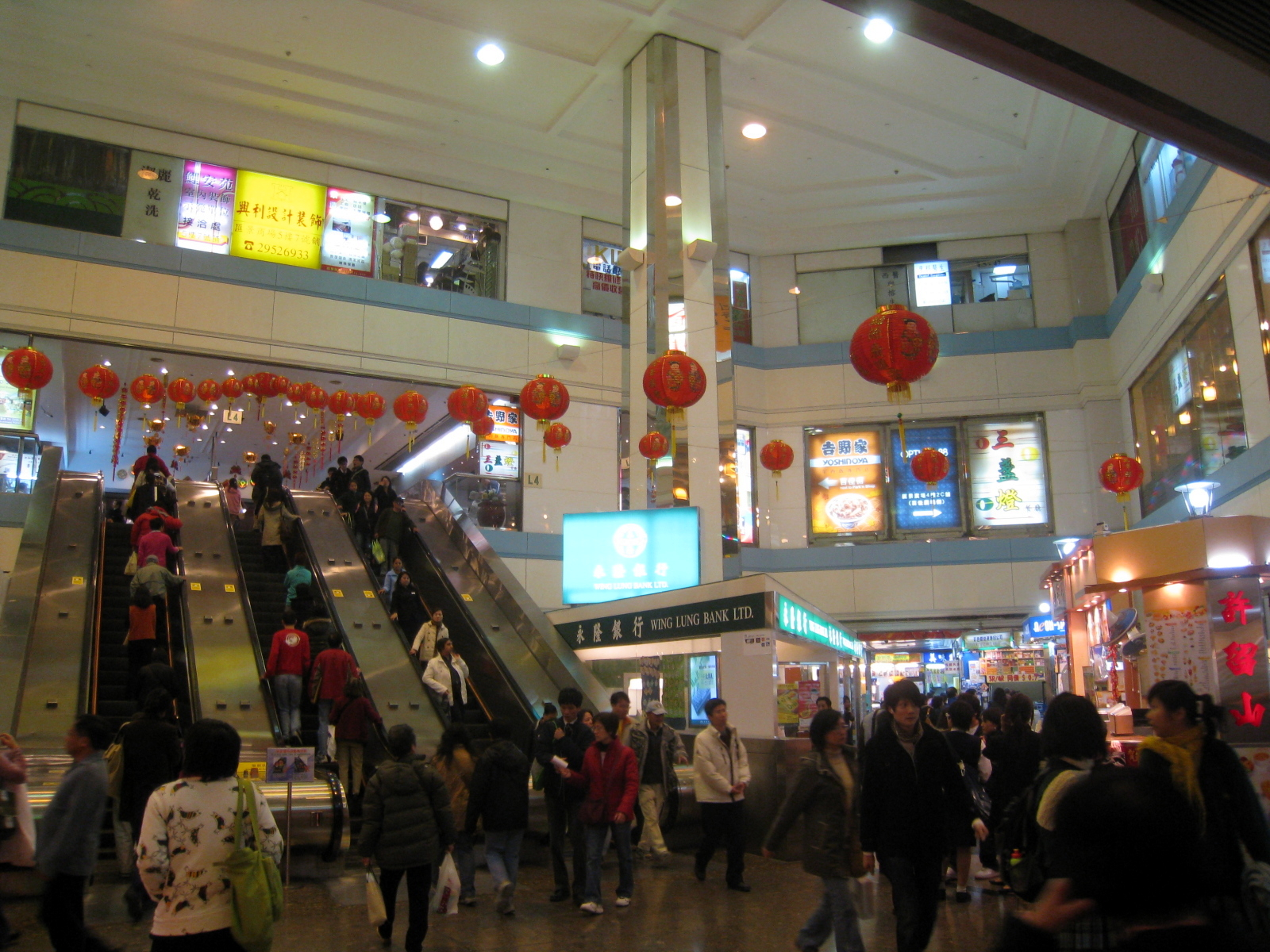
匯景廣場
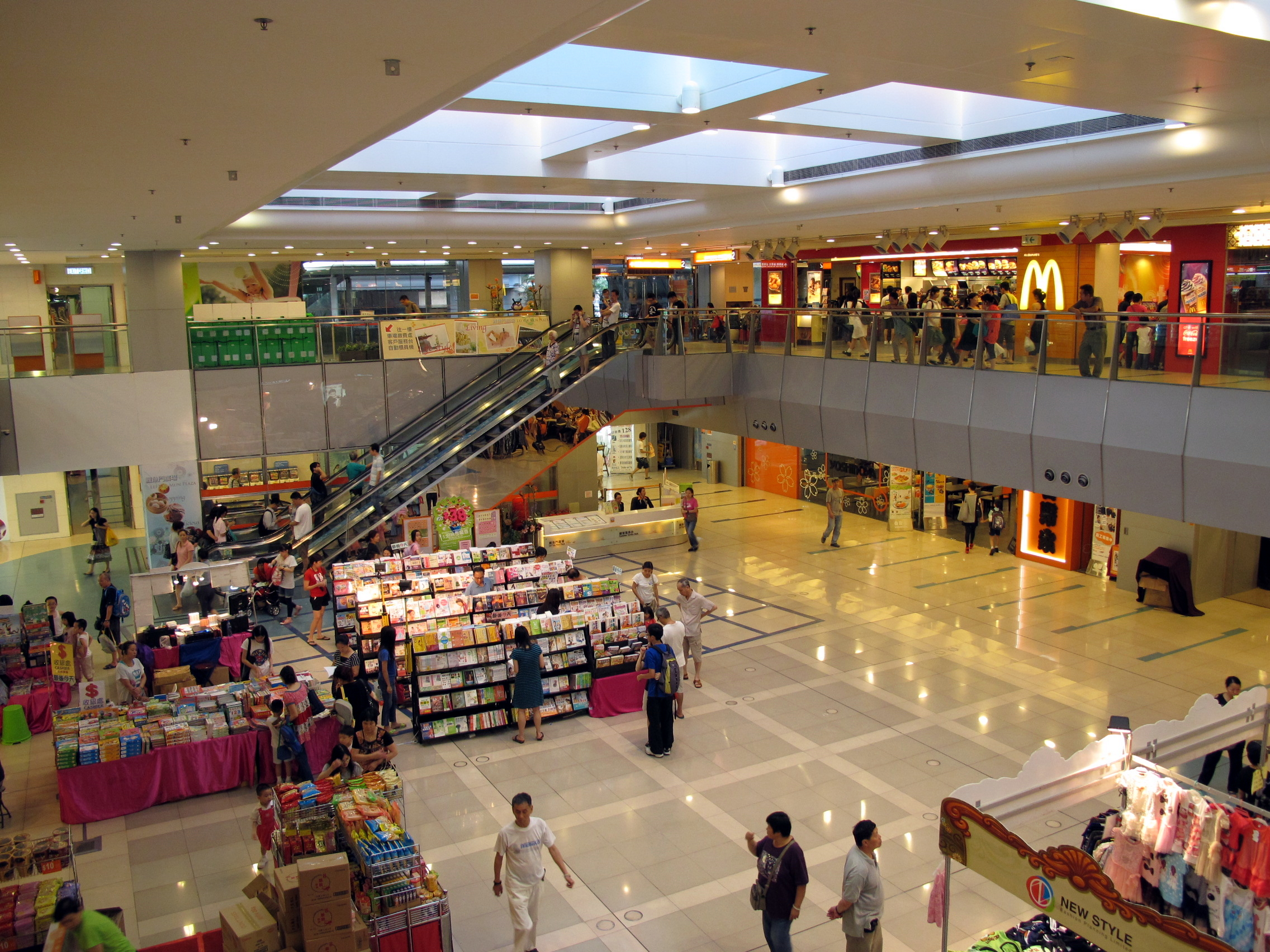
鯉魚門廣場
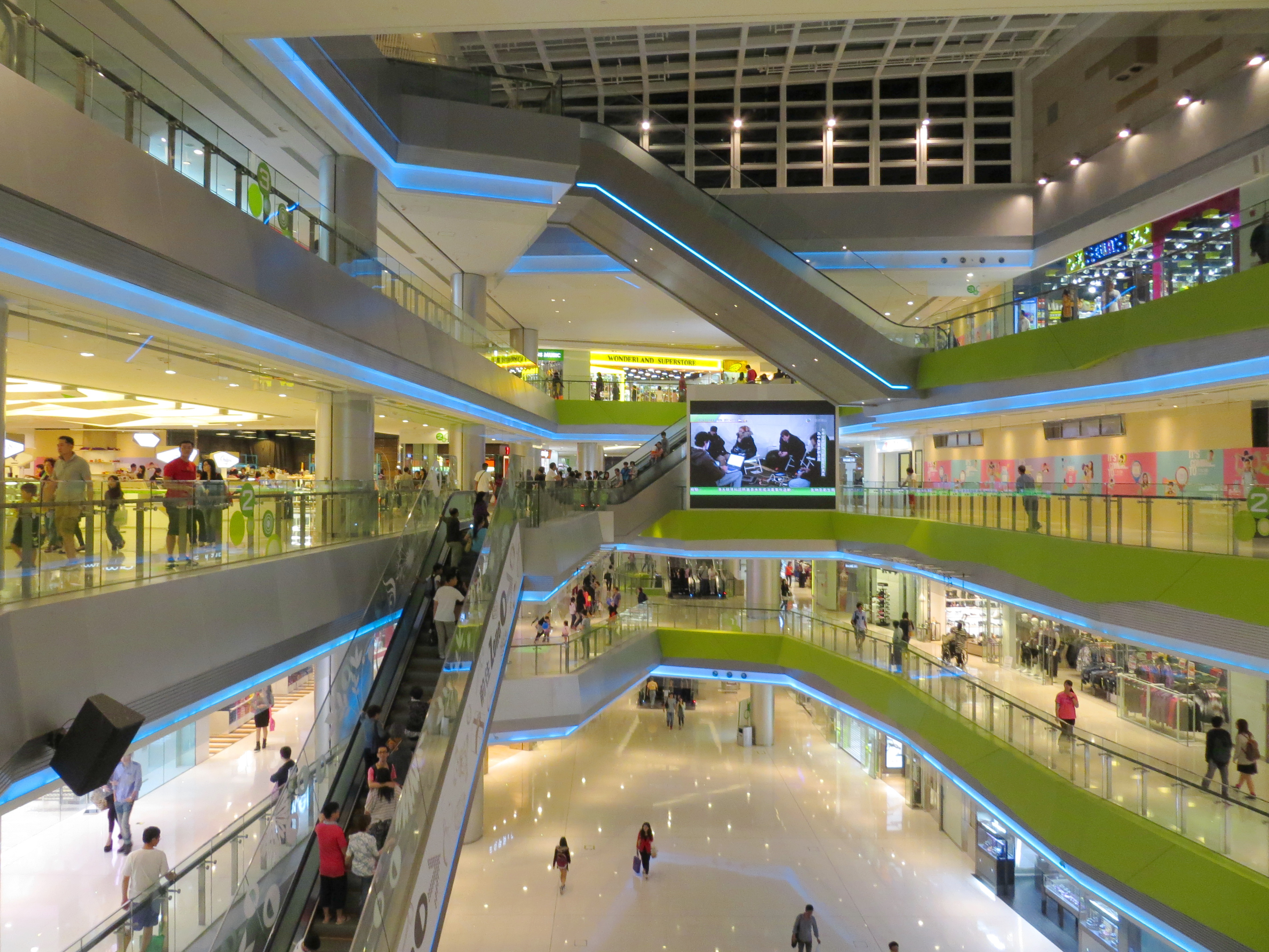
大本型

### 社區及康樂設施

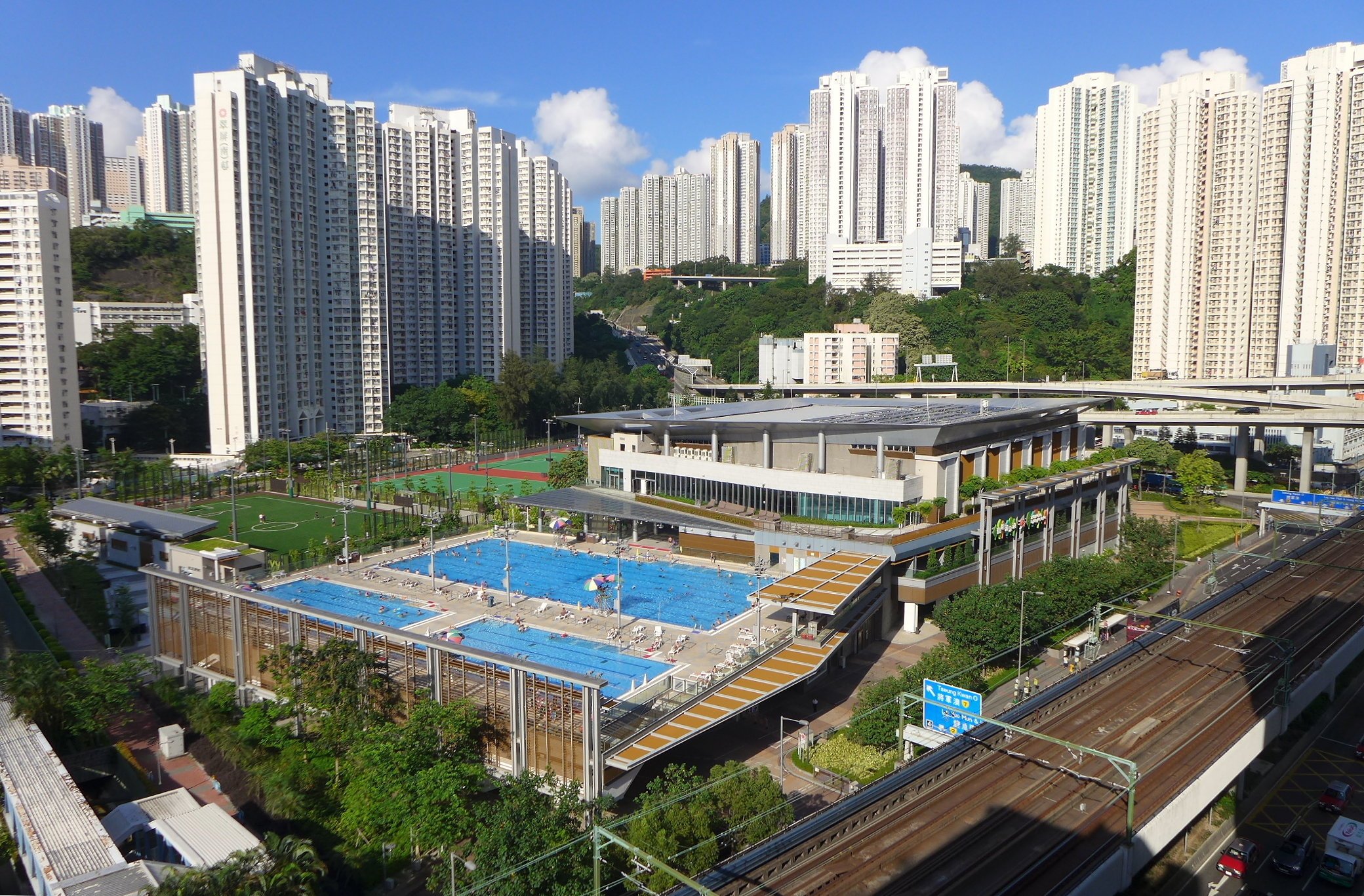
觀塘游泳池

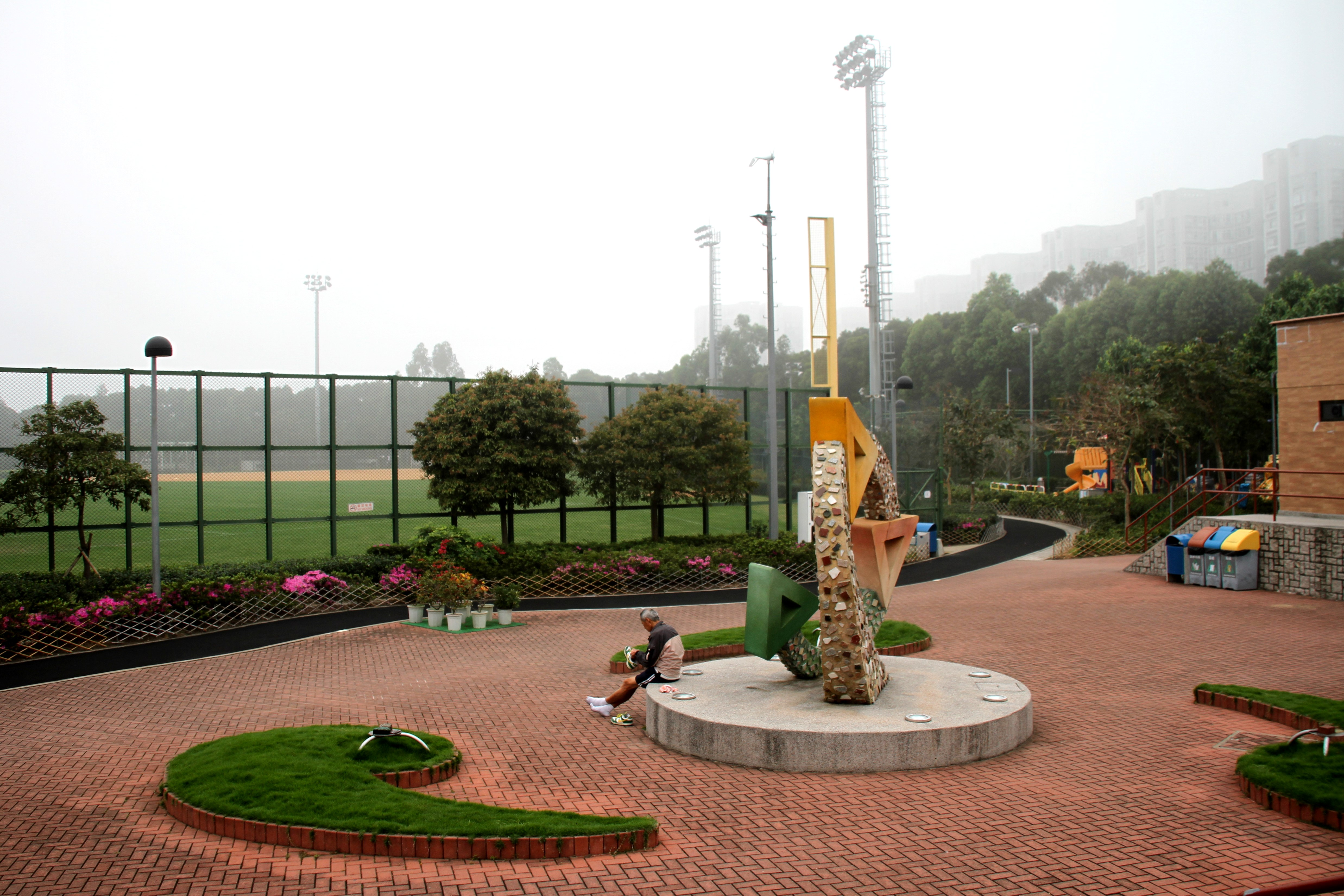
晒草灣遊樂場

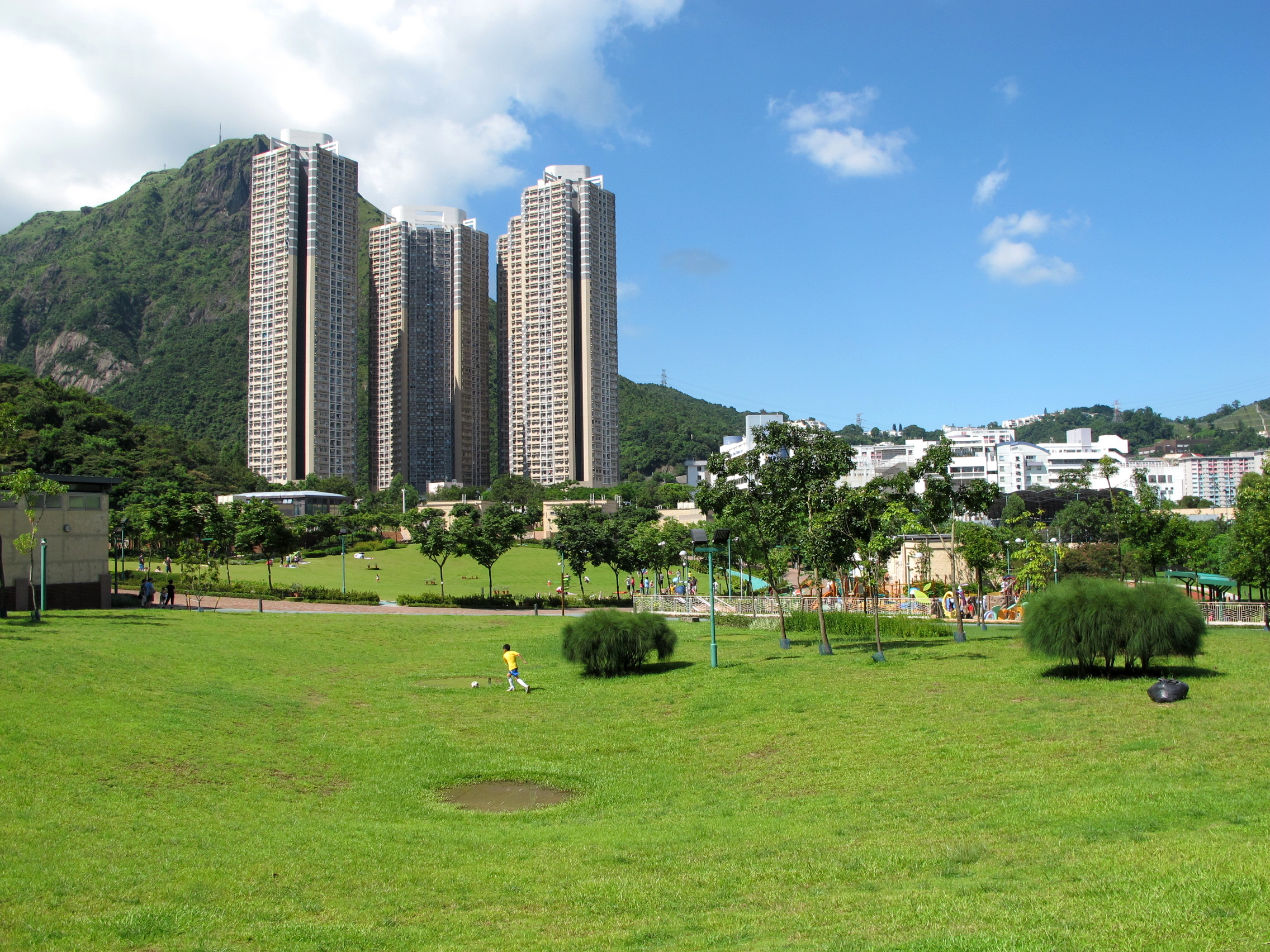
佐敦谷公園

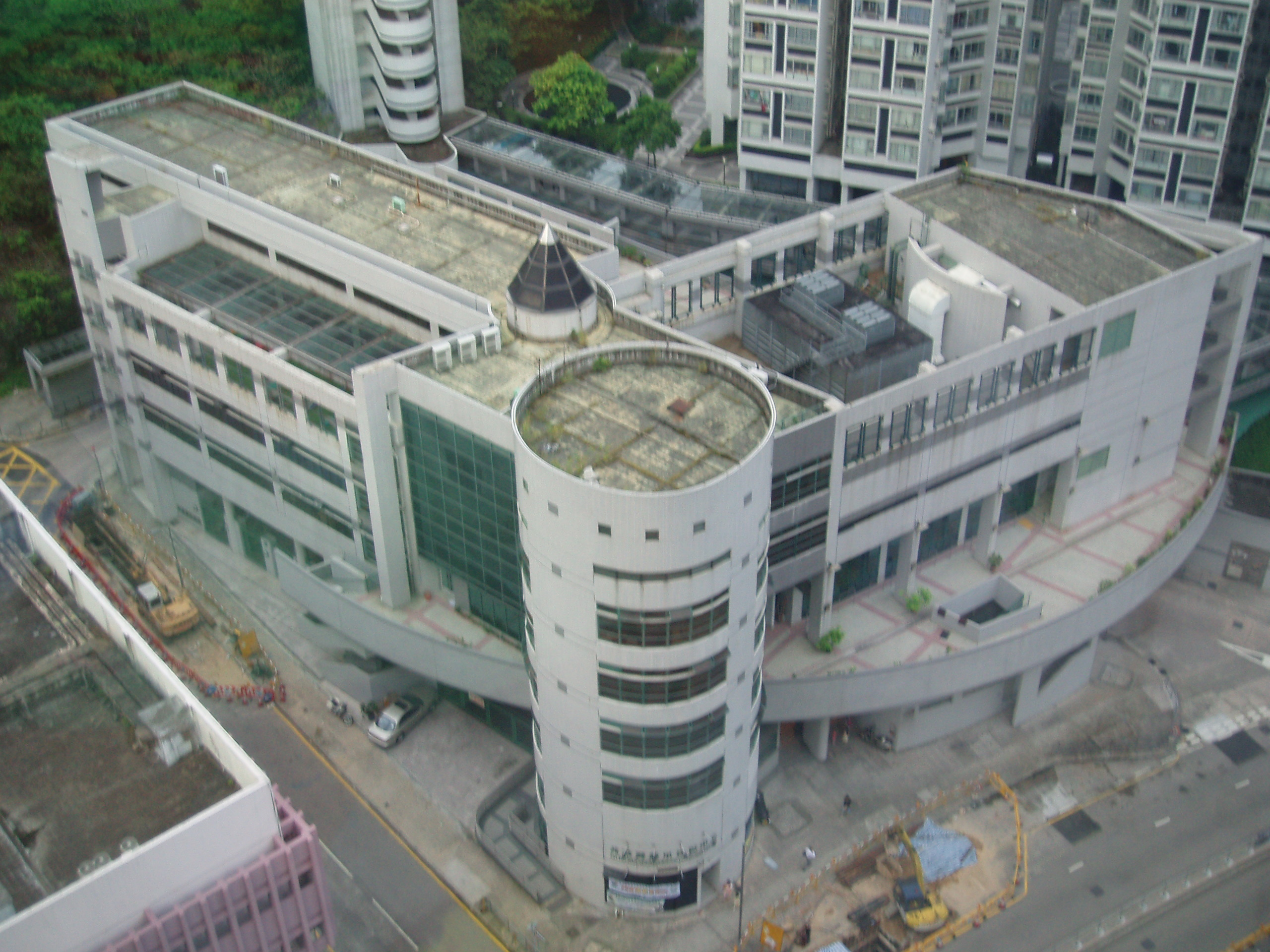
茜草灣鄰里社區中心

觀塘區內社區及康樂設施林立。設有9座社區中心/會堂，8座室內運動場，17個大型公園及遊樂場，2座標準泳池，1座嬉水池泳館。民政事務處轄下的9個社區中心分佈在觀塘8個分區，包括歷史悠久的觀塘社區中心及最新的茜草灣鄰里社區中心。

#### 休憩場地
- 九龍灣運動場
- 佐敦谷游泳池
- 觀塘游泳池
- 藍田游泳池
- 觀塘遊樂場
- 坪石遊樂場
- 佐敦谷遊樂場
- 晒草灣遊樂場
- 月华街游乐场
- 三家村遊樂場
- 順利邨遊樂場
- 樂華邨遊樂場
- 康寧道遊樂場
- 駿業街遊樂場[9]
- 曉光街遊樂場
- 秀雅道遊樂場
- 觀塘海濱花園
- 雅麗道花園
- 成業街休憩花園
- 觀塘道休憩處
- 九龍灣公園
- 牛頭角公園
- 康寧道公園
- 藍田公園
- 麗港公園
- 順利邨公園
- 海濱道公園
- 秀茂坪紀念公園
- 九龍灣單車公園
- 功樂道單車公園
- 佐敦谷公園
- 彩禧路公園
- 彩榮路公園

### 工廠
1950年代興建大量工廠，成為九龍半島最大型的工廠區。但現時因工業式微而令大量工廠空置，加上租金較低，不少創業者以工廠大廈為試業點。

## 統計資料
根據特區政府發表的《2015年香港貧窮情況報告》，觀塘的貧窮率及貧窮人口是全香港最高，共有16.1萬貧窮人口，高達10.4萬人活於貧窮線下。
根據2021年的人口普查資料，觀塘區的人口資料如下：
| 人口特徵 - 人口： 673,166 人 - 15歲以下： 10.4% - 15至24歲： 9.0% - 25至44歲： 25.9% - 45歲至64歲： 32.8% - 65歲及以上： 21.9% - 年齡中位數： 48.0 歲 - 十五歲及以上從未結婚人口比例 - 男性： 32.2% - 女性： 26.2% 教育 - 15歲及以上人口具專上教育程度比例： 27.3% 勞動人口特徵 - 勞動人口： 339,904 人 - 勞動人口參與率 - 男性： 62.9% - 女性： 50.8% - 合計： 56.4% - 工作人口每月主業收入中位數（不包括外籍家庭傭工）： 16,500 港元 | 住戶特徵 - 家庭住戶數目： 247,592 戶 - 家庭住戶平均人數： 2.7 人 - 家庭住戶每月收入中位數： 22,000 港元 房屋特徵 - 有家庭住戶居住的屋宇單位數目： 247,518 個 - 每個屋宇單位的平均家庭住戶數目： 1.000 戶 - 自置居所住戶在家庭住戶總數目中所佔的比例： 29.1% - 家庭住戶每月按揭供款及借貸還款中位數： 11,000 港元 - 按揭供款及借貸還款與收入比率中位數： 20.2% - 家庭住戶每月租金中位數： 2,720 港元 - 租金與收入比率中位數： 14.1% - 居所樓面面積中位數： 35 平方米 |

## 交通

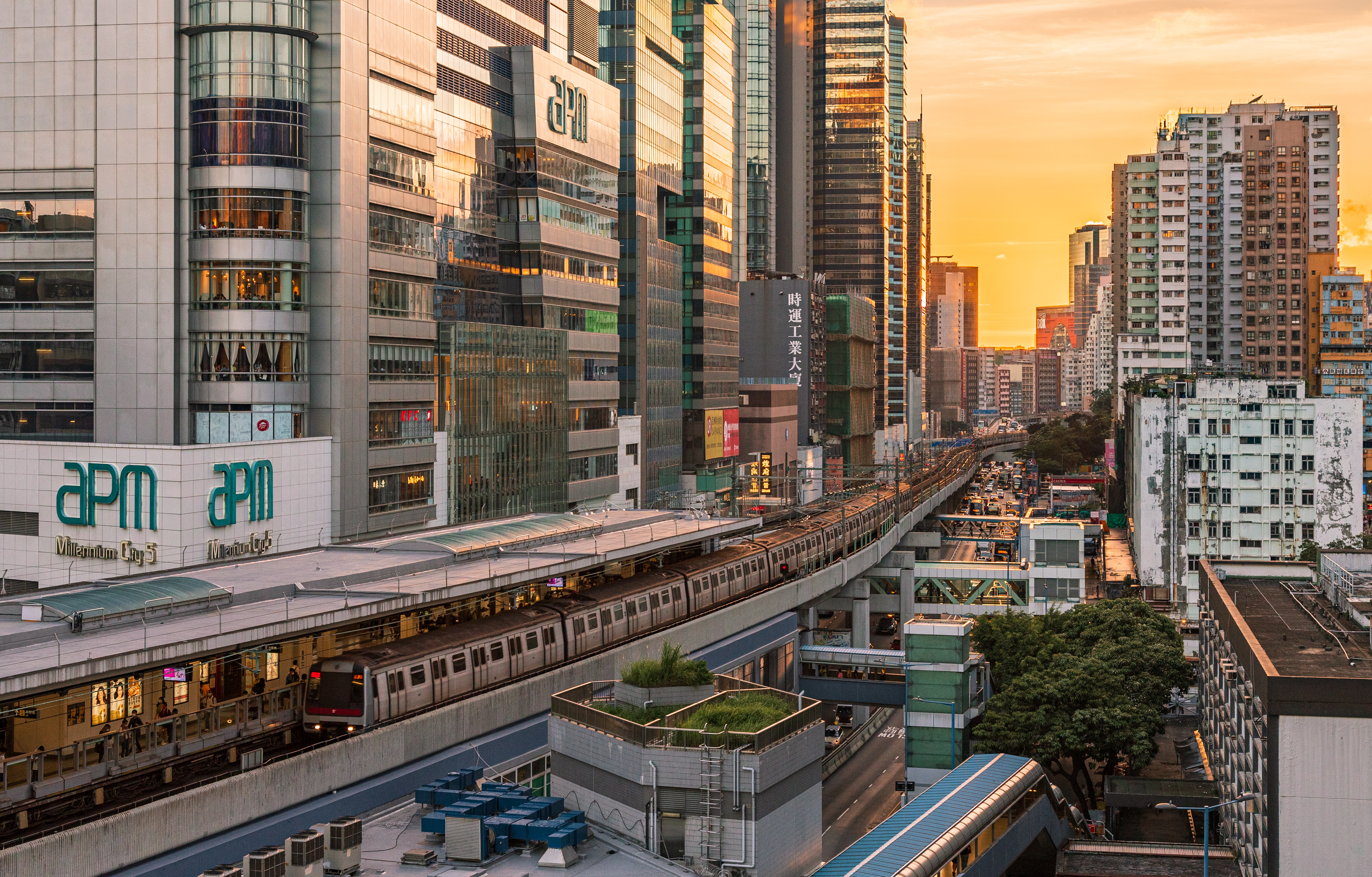
觀塘港鐵站

觀塘區主要有兩大交通運輸網絡，包括港鐵觀塘綫及巴士；而區內的交通則由專線小巴及公共小巴輔助。東區海底隧道提供快捷的方法前往港島各區。此外將軍澳隧道和大老山隧道更是通往新界東的重要行車幹線。觀塘兩個碼頭亦提供往來北角、西灣河、啟德之航線。
唯觀塘區發展時未有考慮有大批商廈重建和九龍東倒數活動人潮在2005年增加所引起的工作人口大增問題，2006年及2011年兩次人口普查中，觀塘區的工作人口，由252,724增加至289,093，升幅近4萬人。在欠缺交通配套及行人路太窄下，令整個東九龍的交通惡化，區內塞車嚴重，而區內幾個地鐵站以及觀塘道多個巴士站，在繁忙時間經常會迫滿乘客。

### 港鐵
- █  觀塘綫：彩虹站（A1、A2、A3出口）、九龍灣站、牛頭角站、觀塘站、藍田站
- █  觀塘綫、 █  將軍澳綫：油塘站

### 道路
幹線道路
- 2號幹線：東區海底隧道、鯉魚門道、觀塘繞道
- 5號幹線：啟德隧道、啟福道
- 6號幹線：將軍澳－藍田隧道
- 7號幹線：觀塘道、鯉魚門道、將軍澳道、將軍澳隧道

市區道路
- 秀茂坪道
- 協和街
- 鯉魚門道
- 牛頭角道
- 偉業街
- 康寧道
- 茶果嶺道
- 碧雲道
- 振華道
- 新清水灣道
- 清水灣道
- 順利邨道
- 安達臣道
- 啟祥道
- 寶琳路

### 巴士
巴士
專線小巴

### 渡輪
- 三家村碼頭
- 觀塘碼頭

### 未來

#### 港鐵
- █  東九龍智慧綠色集體運輸系統：順天站、秀茂坪站、寶達站（規劃中）

#### 道路
- 6號幹線：東南九龍T2主幹道

## 流行文化
- 1984年香港電影《公僕》，主要在觀塘翠屏邨（今翠屏北邨）取景。
- 1986年香港無綫電視電視劇《流氓大亨》——電視劇主要在觀塘區一帶取景，包括觀塘碼頭
- 1992年MV《一夜傾情》－陳百強遺作環球版本在觀塘碼頭取景
- 2010年，因《志明與春嬌》電影而成為網絡熱點的志明橋
- 偉業街，由香港流行音樂歌手胡鴻鈞主唱，胡鴻鈞、蘇道哲作曲，范浩賢填詞。
- 由於觀塘近年發展商業區，但交通基建沒有同步跟上，加上來往其他地區的車流（如港島東、將軍澳、新界東、新界西）均需途經觀塘區，令觀塘區在上下午繁忙時間經常出現車龍，因此衍生出「每日X觀塘老母」（X為粗口字)的流行文化[13]，亦有反映觀塘區交通問題的歌曲[14]。
- 2021年上映電影《狂舞派3》，主要拍攝場地為觀塘商貿區。

## 外部連結
- 觀塘區議會
- 觀塘區分界圖（页面存档备份，存于）

22°18′48″N 114°13′33″E / 22.31333°N 114.22583°E